# Russischer Narvafeldzug 1700
|  | Dieser Artikel oder Abschnitt wurde wegen inhaltlicher Mängel auf der Qualitätssicherungsseite der Redaktion Geschichte eingetragen (dort auch Hinweise zur Abarbeitung dieses Wartungsbausteins). Dies geschieht, um die Qualität der Artikel im Themengebiet Geschichte auf ein akzeptables Niveau zu bringen. Dabei werden Artikel gelöscht, die nicht signifikant verbessert werden können. Bitte hilf mit, die Mängel dieses Artikels zu beseitigen, und beteilige dich bitte an der Diskussion! |

Der Russische Narvafeldzug von 1700 war ein russischer Herbstfeldzug zu Anfang des Großen Nordischen Kriegs auf dem Gebiet von Schwedisch-Estland. Eine russische Armee belagerte Narva, um für Russland ein „Fenster zum Westen“ zu öffnen. Die deutlich größere, aber unerfahrene russische Armee wurde jedoch von einer kampfstarken kleineren schwedischen Armee auf ihrem Narvafeldzug in der Schlacht bei Narva vernichtend geschlagen. Die russische Niederlage im Feldzug veränderte den Kriegsverlauf aber nicht nachhaltig. Bereits ein Jahr später gingen russische Kräfte in den Livlandfeldzügen wieder in die Offensive.

## Geopolitischer Rahmen
Europas Außenpolitik um 1700 war vom Zeitalter der Kabinettkriege geprägt. Krieg gehörte zum politischen Kalkül der Machthabenden und hatte keinen totalitären Charakter, sondern diente nur der Erreichung begrenzter, häufig territorialer Ziele der Potentaten.
Es gab vier Großmächte in Europa. Dies war an erster Stelle Frankreich, gefolgt vom neu gegründeten Großbritannien, Österreich mit seinen Nebenlanden und Schweden als nordische Großmacht. Russland wurde nicht zum europäischen Kabinettsystem gezählt und stand, ähnlich wie das Osmanische Reich, außen vor. Europa zerfiel in ein kleineres nördliches Machtsystem mit dem geografischen Zentrum Ostsee und ein größeres Machtsystem in Europas Südwesten mit dem Rhein als geografischem Machtzentrum. Beide Zentren funktionierten autonom innerhalb des europäischen Gesamtsystems, das in der Zeit maßgeblich von Großbritannien gestaltet wurde.
Die frühneuzeitliche Kriegsführung erlebte um 1700 in Europa eine Evolution hin zu einer geordneten und disziplinierten Kriegsführung mit regelhaftem Verhalten der Kombattanten. Die Armeen wurden zunehmend größer. Im Westen waren Armeegrößen in Gefechten von 50.000 bis 60.000 Soldaten auf jeder Seite keine Seltenheit mehr. Im Norden waren die Verhältnisse aufgrund der geringeren Bevölkerungszahl deutlich kleiner. Hier waren 10.000 bis 15.000 Mann je Seite in einer Schlacht die Regel. Russland hatte eine sehr große Bevölkerungszahl und keine Probleme, auch große Armeen aufzustellen. Es drängte nach Westeuropa, suchte einen Platz im Kabinettsystem zu erhalten und war bereit, dieses Ziel auch kriegerisch zu erreichen.

## Vorgeschichte
Das Ostseegebiet war seit dem Mittelalter zwischen Dänemark, Schweden, dem Deutschen Orden, der Hanse, der Republik Nowgorod und dem Großfürstentum Moskau und schließlich Polen-Litauen umkämpft. Im Kampf um das Dominium Maris Baltici obsiegte schließlich Schweden. Es besiegte Russland, das 1617 im Frieden von Stolbowo im Ingermanländischen Krieg den verbliebenen Zugang zur Ostsee verlor. Seitdem strebte das Land nach einer Rückkehr als Ostseeanrainer. Dazu unternahm Russland seit den 1650er Jahren eine zunehmende Öffnung nach Europa, modernisierte seine Strukturen und übernahm europäische Einflüsse. Ein wichtiger Förderer war der junge Zar Peter I., der mit militärischem Nachdruck bestrebt war, Russlands Geltung in Europa wiederherzustellen. Hierfür musste es Schweden als direkten Konkurrenten ausschalten.
Während Russland noch lange an den Folgen der Zeit der Wirren litt, stieg Schweden im 17. Jahrhundert zu einer europäischen Großmacht auf und unterhielt im Ostseeraum sogenannte Dominions, schwedische Herrschaften, die von Stockholm aus regiert wurden. Schwedisch-Estland gehörte neben Schwedisch-Ingermanland zu den russischen Territorialansprüchen. Russland gelang es, im Nordischen Krieg von 1656 bis 1660 bedeutende polnische Territorien zu erobern und diesen Konkurrenten um die Ostseeherrschaft zu beseitigen.
Eine Dreierallianz, bestehend aus dem russischen Zarenreich sowie den beiden Personalunionen Sachsen-Polen und Dänemark-Norwegen, griff im März 1700 das Schwedische Reich an, das von dem achtzehnjährigen König Karl XII. regiert wurde. Die Gelegenheit für die Tripelallianz schien günstig. Der junge Schwedenkönig schien unerfahren und diverse Niederlagen – darunter 1675 gegen Brandenburg bei Fehrbellin beim Schwedeneinfall – sprachen für den Niedergang der schwedischen See- und Landmacht. Ursprünglich hatten die Alliierten vereinbart, dass Russland gleich nach dem Friedensschluss mit dem Osmanischen Reich, möglichst jedoch im April 1700, den Krieg gegen Schweden eröffnen sollte. Doch die Friedensverhandlungen zogen sich in die Länge und Peter I. zögerte, trotz des Drängens von August II., sich am Krieg zu beteiligen. Erst Mitte August 1700 gelang eine Verständigung mit den Osmanen, und am 19. August erklärte Peter I. Schweden schließlich den Krieg. Er tat dies jedoch in völliger Unkenntnis der Tatsache, dass am Vortag mit Dänemark bereits ein wichtiger Verbündeter der Koalition weggefallen war. Die Seemächte England und Niederlande fürchteten, dass angesichts des siechenden spanischen Königs Karl II. ein Erbfolgekrieg zwischen Frankreich und Österreich aufzog und wollten einen weiteren Konflikt im Nordosten verhindern. Als daher im Frühjahr 1700 Dänemark gegen Schweden losschlug, verstärkten englische und niederländische Geschwader die schwedische Flotte und holländisch-hannoversche Kontingente die Schweden im Holsteinfeldzug. Dänemark musste notgedrungen Frieden mit Schweden schließen. Auch der sächsisch-polnische Livlandfeldzug lief sich bald vor der großen Festung Riga fest.
Seit 1695 hatte Peter seine ganze militärische Aktivität gegen Asow und die Krim, somit nach Süden, gerichtet. Nun sollte Russlands Offensivkraft gegen die Ostsee hin entwickelt werden, ohne dass für die Umstellung eine ausreichende Zeitspanne gewährt worden war. Es zeigte sich denn auch, dass die Heeresverwaltung nur mangelhafte Vorbereitungen getroffen hatte. In der Nähe des Kriegsschauplatzes waren keine Depots angelegt worden, es fehlte infolgedessen an Kriegsmaterial, Lebensmitteln und Fahrzeugen. Ungünstig war zudem die Jahreszeit, in die der Feldzug fiel: das durch Herbstregen aufgeweichte Gelände erschwerte den Nachschub.

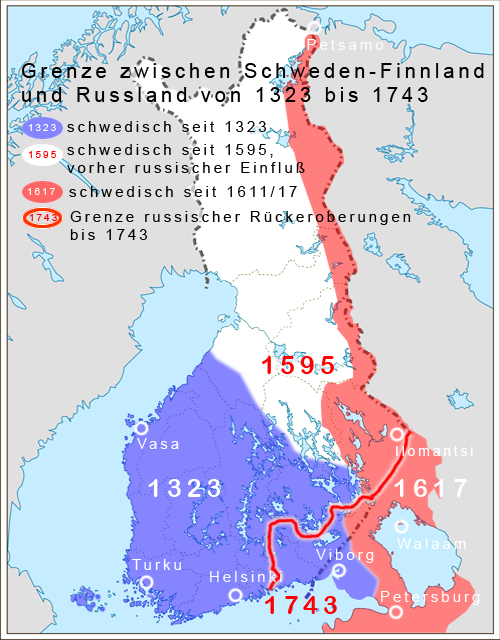
Durch den Frieden von Stolbowo erwarb Schweden Karelien und Ingermanland (rot)
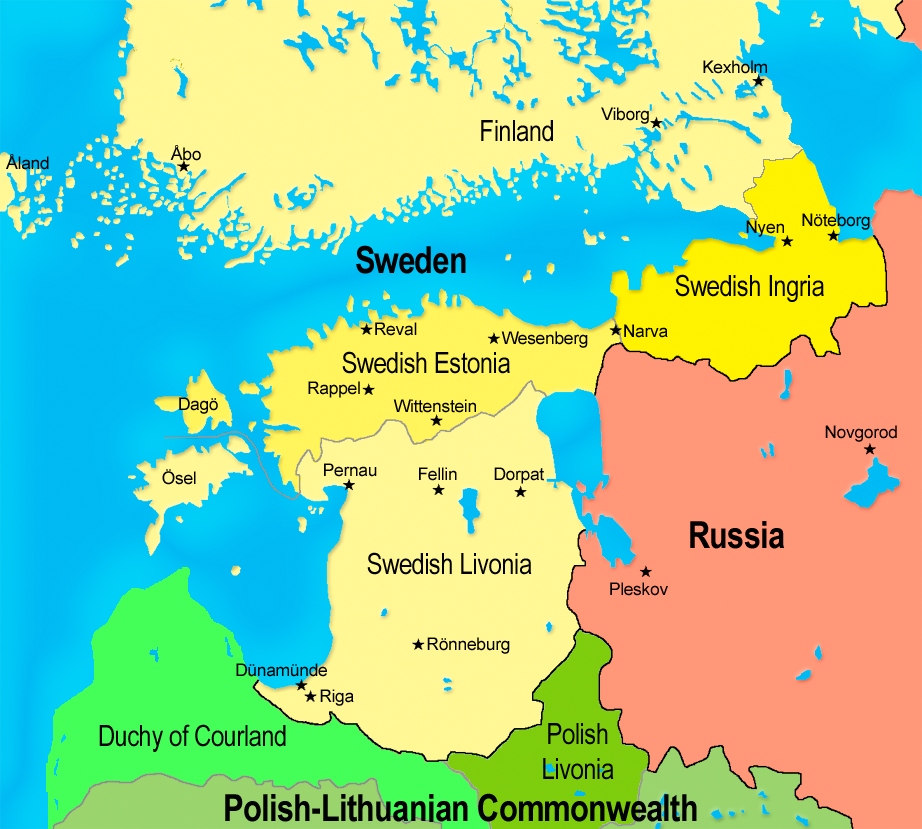
Größerer historischer Kartenausschnitt der Ostseewelt um 1700
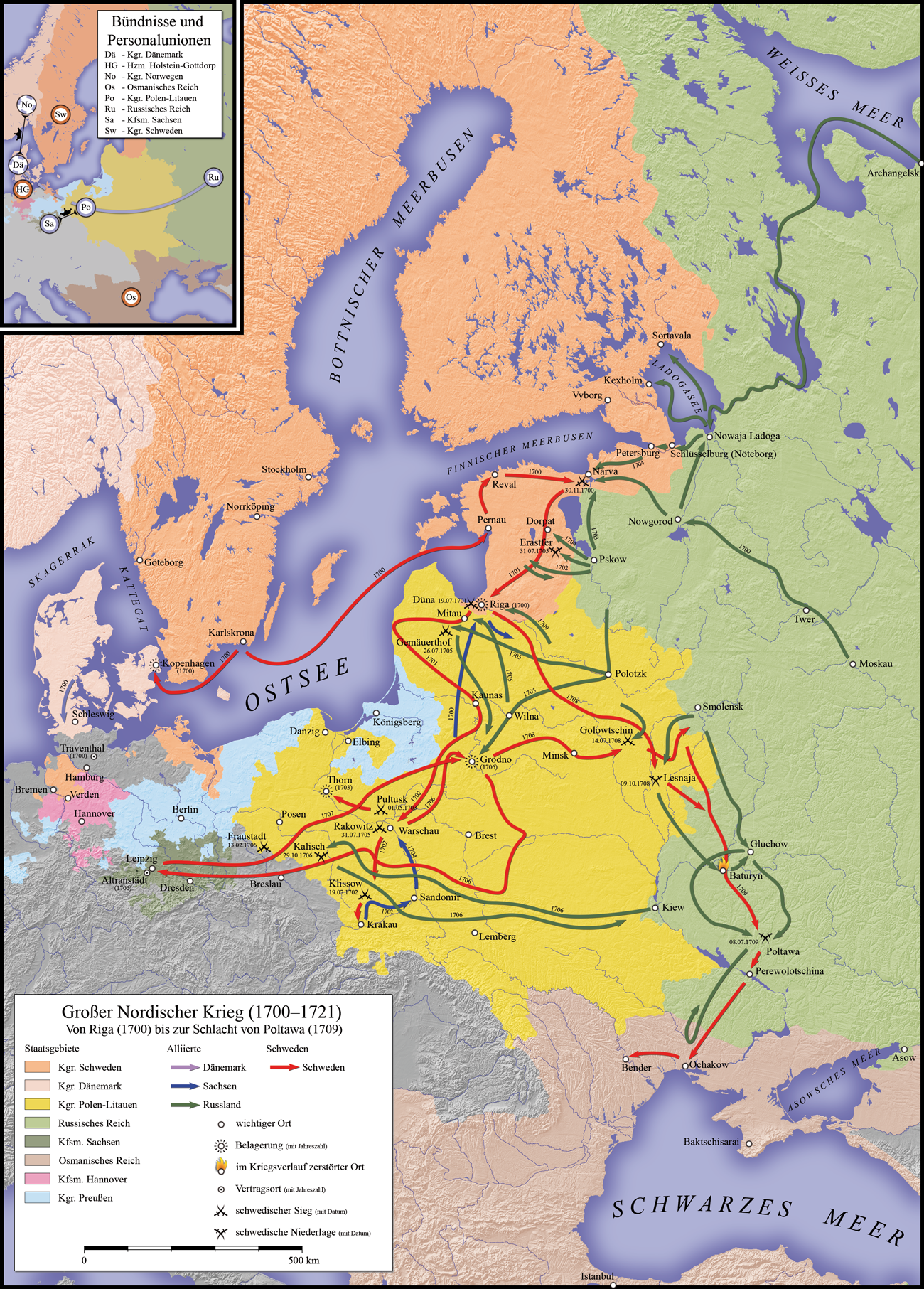
Darstellung der Feldzüge während der ersten Phase des Krieges vom Kriegsausbruch 1700 bis zur Kriegswende infolge der Schlacht bei Poltawa im Juli 1709.

## Rüstung

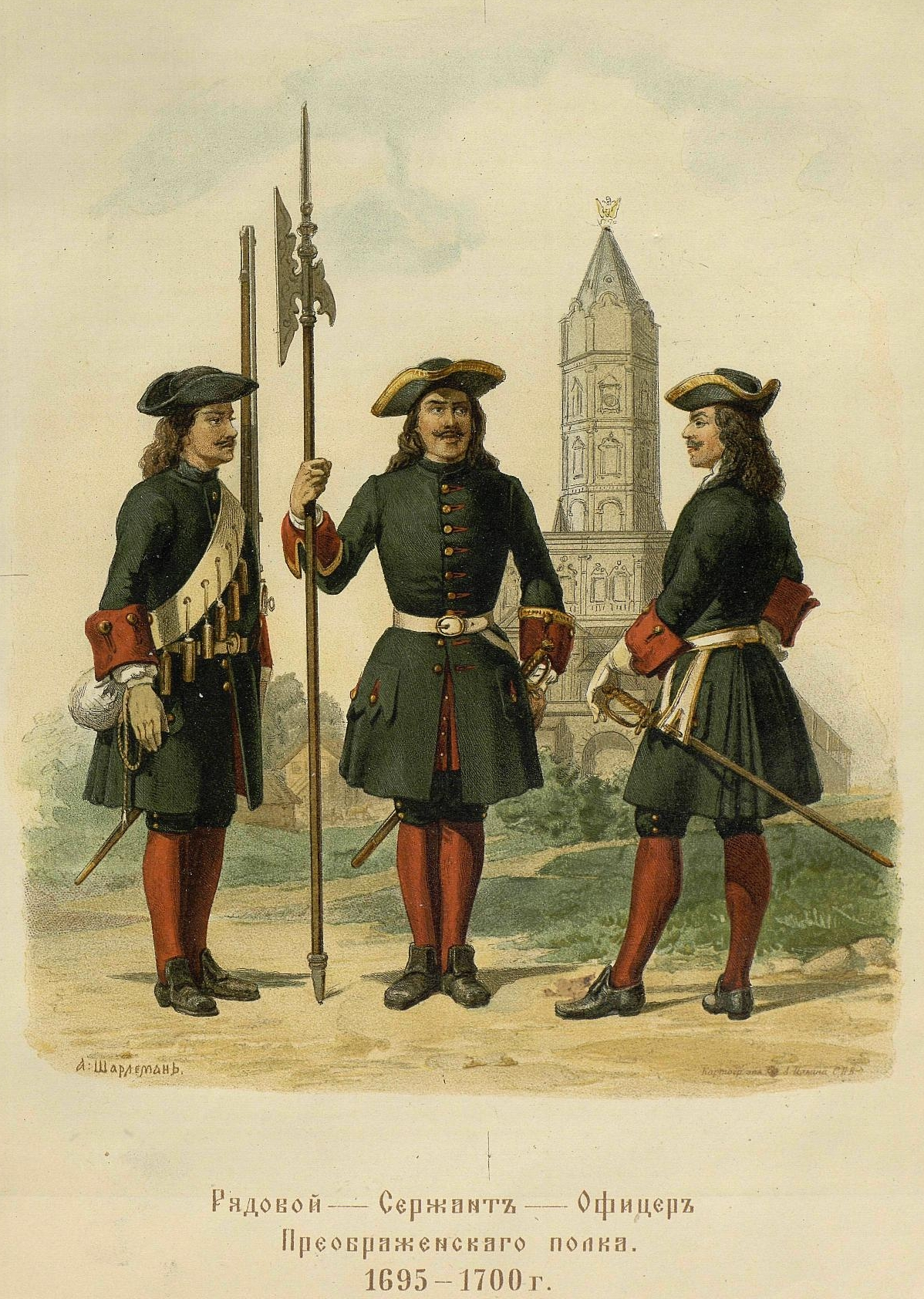
Russische Abbildung eines Soldaten und zweier Offiziere aus dem russischen Preobrazjenskijregement

Nach dem Krieg hat Peter davon gesprochen, dass die Russen den Krieg begonnen hätten „wie Blinde“, „ohne die gegnerischen Kräfte und die eigene Lage zu kennen“.
So barg ein Waffengang mit Schweden für Russland große Risiken. Der Großmachtstatus des Nordischen Königreichs Schweden beruhte auf der militärischen Schlagkraft einer straff organisierten und geführten Armee und auf ergiebige Kupfer- und Eisenvorkommen. Dies gestattete Schweden die Unterhaltung einer leistungsfähigen Rüstungsindustrie. Im Unterschied dazu war der Rüstungsapparat von Russland noch unterentwickelt und wenig leistungsfähig.
Der Zar hatte zu Kriegsbeginn neun bis zehn Millionen Silberrubel Jahreseinkünfte und gebot auf dem Papier über ein Heer von 100.000 Mann. Doch diese Truppen waren bis auf vier reguläre Regimenter schlecht bewaffnet und noch schlechter ausgebildet und geführt.
Russland hatte eine Phase der Reformen nach westlichem Vorbild in Angriff genommen und begann, seine Streitkräfte den westlichen Standards anzupassen. Notwendig machte dies der Strelitzenaufstand wenige Jahre zuvor, der sich gegen den innenpolitischen Kurs Peters richtete und ihn dazu veranlasst hatte, die Strelitzenregimenter aufzulösen. Die Auflösung der Strelitzenregimenter und die Verstoßung der Strelitzen aus dem Heer hatte den Zaren rund 30.000 Berufssoldaten gekostet, die ihm zu Kriegsbeginn fehlten. Das Adelsaufgebot war von geringer Qualität. Die russische Armee befand sich daher in einer Umbruchsphase, in der sie sich von den alten Moskowiter Strukturen und Traditionen löste und neue Strukturen einführte. Dazu wurden 32.000 angeworbene Rekruten in ein dreimonatiges Ausbildungsprogramm überführt. Diese wurden dann auf je 953 bis 1322 Mann starke Infanterieregimenter verteilt, aus denen insgesamt 27 Infanterieregimenter gebildet wurden. Sie bestanden zu einem großen Teil aus jungen, nach westeuropäischem Vorbild ausgebildeten Rekruten. Die Reformen waren aber bei Kriegsbeginn noch nicht abgeschlossen und das russische Heer noch nicht kriegsbereit.
Insgesamt wurden die Streitkräfte in drei Divisionen unter den Generälen Golowin, Weide und Repnin geteilt. Das Heer bestand aus 27 Linieninfanterieregimentern, zwei Garderegimentern, zwei Dragonerregimentern und einem Zug Artillerie. Neben den beiden Dragonerregimenter bestand die russische Kavallerie noch aus den alten Provinz-Kavallerieregimentern Nowgorod, Smolensk und Moskau, zusammen etwa 10.000 Mann stark. Jedes der Infanterieregimenter besaß zwei 3-Pfünder Kanonen. Insgesamt 64 3-Pfünder Kanonen wurden nach Narva entsandt. Alles in allem gab es 195 russische Kanonen in dem Feldzug. Davon waren 64 Belagerungskanonen, 79 Regimenterkanonen (davon 64 3-Pfünder Kanonen), 4 Haubitzen und 48 Mörser. Die russische Armee war mit niederländischen Gewehren ausgestattet. Schwedische Quellen berichten, dass von den 4050 bei Narva erbeuteten Gewehren 3800 niederländischer Herkunft waren und nur 250 aus russischer Produktion stammten.
Zu dieser Armee neuen Modells stießen noch einmal 10.500 Soldaten des Kosakenheers, so dass sich die Gesamtstreitmacht auf etwa 64.000 Mann belief. Von diesen stand jedoch noch ein großer Teil im Landesinneren. Verschiedene Abteilungen verspäteten sich und erreichten Narva bis zur eigentlichen Schlacht nicht mehr. Statt der 64.000 Mann bestand die russische Heeresstärke vor Narva aus weniger als 40.000 Mann.

## Geographischer Raum
Die Eroberung eines Küstenstreifens entlang der Ostsee war das erklärte Ziel Peters im Krieg gegen die Schweden. Die ostseenahe Stadt Narva, heute an der Grenze zu Estland und Russland gelegen, war das Feldzugsziel obwohl es ursprünglich nicht in die engere Planung der Kriegsverbündeten Russland, Dänemark und Sachsen-Polen gehörte. Narva gehörte zu der angestrebten Kriegsbeute von Polen. Dennoch glaubte Peter, dass der sicherste Weg sich einen Küstenstreifen zu sichern über die Kontrolle dieser Festung und seines Hafens lag.
Gegründet im Jahr 1223 war Narva ein Haupthafen in der Ostsee während der Zeit der Hanse gewesen. Die Großfürsten von Moskau hatten diesen Ort immer begehrt. Iwan dem Schrecklichen gelang es im Livländischen Krieg, diesen Ort zu erobern. Er hielt ihn aber nur für 23 Jahre, bevor die Schweden ihn zurückeroberten. Narva wurde fortan zu einer stark gesicherten Festung ausgebaut. Es sicherte fortan das östliche Estland vor einem Zugriff und kontrollierte den Übergang über die Narva. Die Festung war mit Steinmauern gesichert, besaß neun Bastionen und Verteidigungswerke. Der Ort hatte für Russland eine wirtschaftlich hohe Bedeutung, denn über Narva wurde ein beträchtlicher Anteil des russischen Handels von Pskow und Nowgorod abgewickelt. Die Bevölkerungsgröße der Stadt hat weniger als 10.000 Einwohner betragen.
Mit dem Besitz dieser Stadt erhoffte sich Peter die Rückkehr der russischen Präsenz an der Ostsee. Dennoch blieb die Festung selber nur ein kleiner Ausschnitt entlang der Ostseeküste im Finnischen Meerbusen, die von weiteren schwedischen Festungen gesichert war. So befand sich im benachbarten Schwedisch-Ingermanland die Festung Nyenschantz oder auch Nöteborg. In Schwedisch-Estland, zu dem Narva gehörte, gab es noch Reval oder Wesenberg als bedeutende weitere feste Plätze.
Das Klima war rau und kalt und die Gegend um Narva eher gering besiedelt. Der Nachschub musste daher von außerhalb herangebracht werden, da die geringe Bevölkerung eine große Armee nicht versorgen konnte. Ein Vorteil war, dass Russland nicht weit entfernt war. Narva lag auf der linken Seite des Flusses Narva. Am gegenüberliegenden Flussufer befand sich das 1492 erbaute Feste Schloss Iwangorod, das mit einer Brücke mit Narva verbunden war. Der Fluss machte bei Narva einen leichten Bogen nach Osten, so dass die Stadt in einer Flusswölbung lag und landseitig von Westen her leicht von einer Armee blockiert werden konnte. Narva lag lediglich 20 Meilen von der russischen Grenze entfernt und konnte leicht von einer angreifenden Armee erreicht werden. Dennoch lagen Pskow und Nowgorod mehr als 100 Meilen von Narva entfernt, so dass die Versorgungsrouten sehr gedehnt waren.

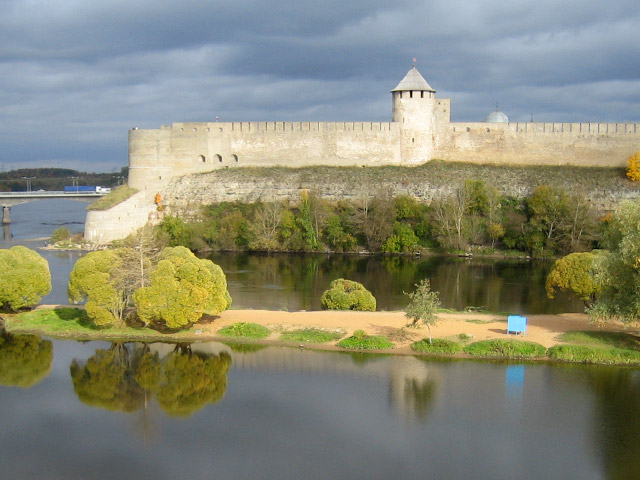
Die Festung Iwangorod
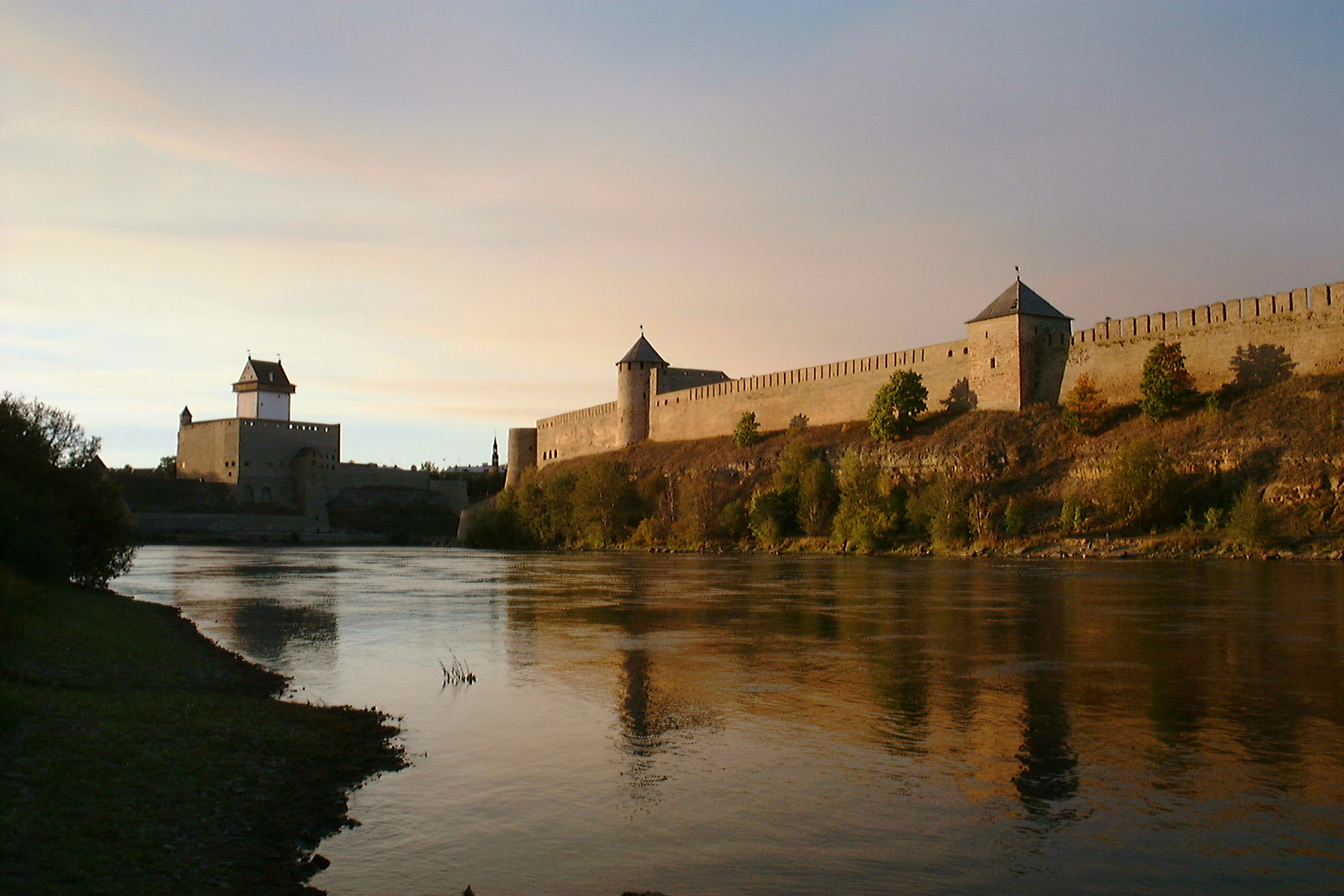
Rechts Festung Iwangorod, links Hermannsfeste, getrennt durch den Fluss Narva
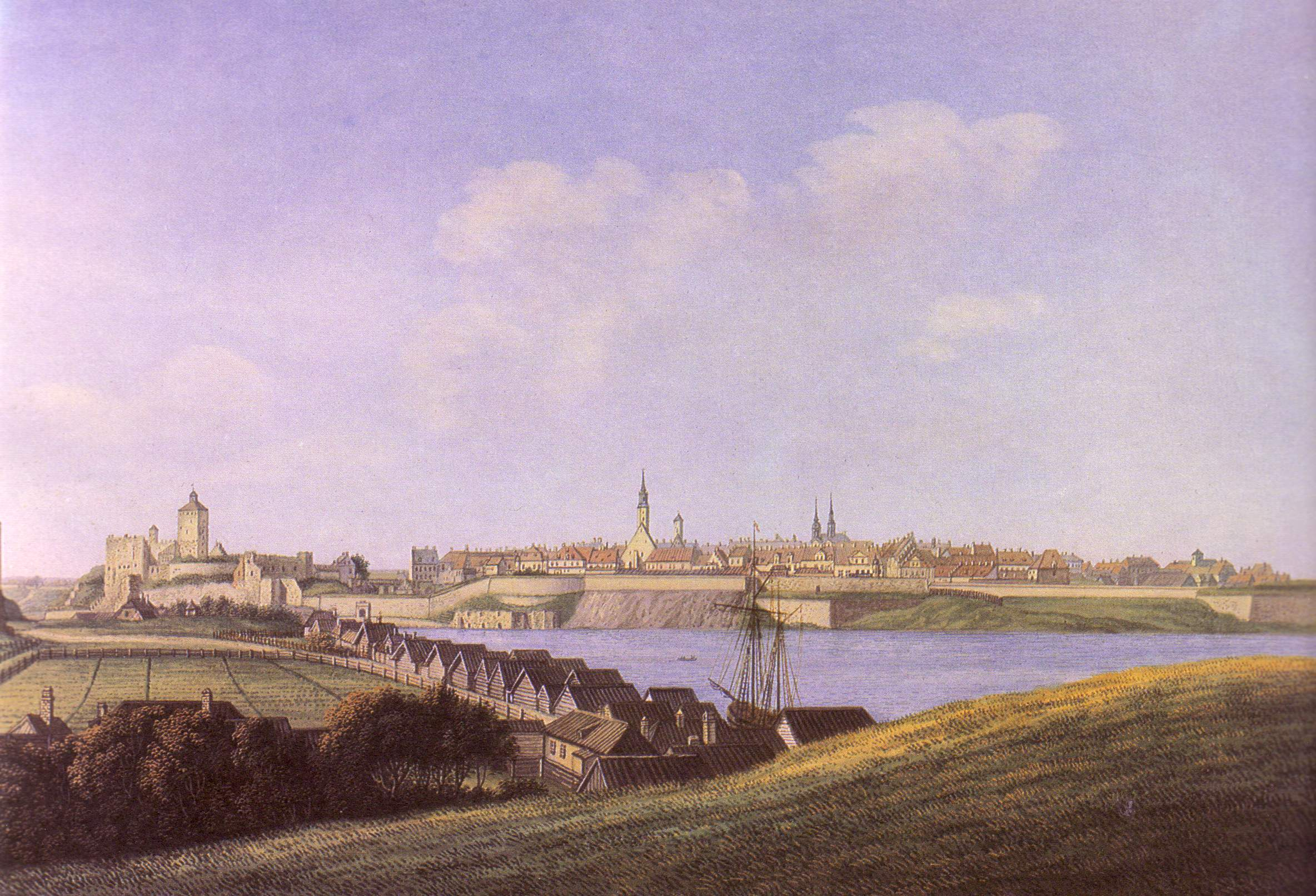
Narva im 18. Jahrhundert von Nord-Osten her gesehen

## Verlauf
Der Feldzug zerfällt in zwei Teile. Im ersten Teil hatten die Russen die Initiative. Sie drangen auf schwedisches Territorium vor und belagerten Narva. Sie sicherten das westliche Vorland, indem sie eine Kavallerieabteilung unter Scheremetew entsandten. Nach der Landung Karls XII. in Pärnau mit einem kleinen Heer entglitt den Russen die Initiative an die Schweden, die zunächst die neuralgischen Punkte im Landesinneren sicherten und anschließend mit einem Heer nach Narva vorstießen.

### Vormarsch nach Narva
Das russische Heer wurde formal von Fjodor Alexejewitsch Golowin als Generalfeldmarschall angeführt. Dieser war auch Premierminister von Peter. Peter selbst nahm formal eine untergeordnete Rangposition ein, gab aber dennoch die Befehle aus. Er führte auch während des Feldzugs Korrespondenz mit seinen Alliierten und anderen Herrschern in Europa, empfing Gesandtschaften und vertrat eine aktive politische Agitation, die ihm die Legitimität des Angriffs auf eine auswärtige Macht in den Augen der anderen Herrschenden sichern sollte.
Narva, nicht Ingermanland oder Karelien, war das russische Ziel, maßgeblich gebildet und formuliert von Peter selbst. Der Stoß sollte zur Eroberung des Hafens führen, der schon einmal, im 16. Jahrhundert, in russischer Hand und für den russischen Handel ein „neues Nowgorod“ gewesen war. Man glaubte daher in Moskau, alte Ansprüche auf Narva zu haben, zur Sorge und zum Verdruss der eigenen Bundesgenossen, die darin einen ersten Griff nach Livland sahen. Die russische Planänderung versetzte Johann Reinhold von Patkul, der maßgeblich für die Planung im Vorfeld des Kriegsausbruchs zwischen den Kriegsmächten vermittelte und den sächsischen Kurfürsten und polnischen König August in Aufregung. Patkul fürchtete, dass der Zar anschließend ganz Schwedisch-Estland und Schwedisch-Livland für sich beanspruchen und somit dem polnischen Kriegsziel der Eroberung von Livland entgegenstehen würde.
Die Kriegserklärung Russlands an Schweden erfolgte am 19. August 1700 in einem Manifest in Moskau. Die Inhaftierung des schwedischen Gesandten in Moskau folgte. Innerhalb der nächsten zwei Wochen nach der Kriegserklärung setzten sich die russischen Truppen von Moskau aus in Bewegung. Die beiden Garderegimenter und vier weitere Regimenter waren mit der Artillerie die ersten Truppeneinheiten, die Moskau unter dem Kommando von Trubetzkoi verließen und die Vorhut bildeten. Peter begleitete die Truppen bis Twer. Dort erfuhr er am 26. August, dass Karl angeblich mit einer Armee in Kürze Livland erreichen würde. Dieser Falschmeldung zum Trotz setzte Peter den Vormarsch fort. Er erreichte Nowgorod vier Tage später. Da die Schweden vom Vormarsch nichts mitbekommen sollten, befahl Peter, fast alle Postverbindungen mit Schweden abzubrechen. In Nowgorod trat auch der Herzog Charles Eugène de Croÿ, ein altgedienter kaiserlicher General, in seine Dienste als Verbindungsoffizier in sächsischen Diensten. Er überbrachte die Bitte Augusts, ihn mit 20.000 Mann bei der Belagerung von Riga zu unterstützen. Dieser Bitte kam Peter nicht nach, sicherte aber weitere Unterstützung nach der Eroberung von Narva zu. Ein zweiter bedeutender westlicher Offizier der dort in russische Dienste trat, wurde Ludwig Nikolaus von Hallart, der den Oberbefehl für die technischen Belagerungsarbeiten erhielt.
Peter wartete acht weitere Tage in Nowgorod auf die Truppen aus Moskau. Der Herbst setzte früh ein und die Wege wurden durch den Regen unpassierbar. Es zeigte sich bereits früh die unzureichende Vorbereitung des Feldzugs, viele Regimenter hatten bereits Ausfälle zu verzeichnen. Am 8. September setzte Peter mit seiner Garde und wenigen weiteren Einheiten den Vormarsch fort. Zwei Wochen später bezog er mit 10.600 Mann die Belagerungspositionen vor Narva. Der militärische Vorstoß Peters war begleitet von diplomatischer Arbeit im Westen; er wollte dort das Misstrauen gegenüber der russischen Präsenz der Russen an der Ostsee zerstreuen.
Obwohl der Anmarsch der Russen von Nowgorod ausging und Narva zum Hauptziel hatte, ließ der Zar zuvor auch das Ingermanländer Hinterland der Stadt besetzen. Ohne auf Widerstand zu stoßen, besetzte er die kleinen Städte südlich der Neva einschließlich der befestigten Orte Koporje und Jama, die sich ohne Widerstand unterwarfen.
Damit war ein ungefährdetes Fouragieren nach dieser Seite hin gewährleistet. Am 19. September erreichte die Vorhut der russischen Armee unter Fürst Trubeckoj das stark befestigte Narva und setzte 12 Kilometer oberhalb der Mündung des Flusses Narova in die Ostsee über; am 20. überschritt der Zar mit der Armee die Narova. Der Zar selbst nahm auf einer Insel im Fluss Narova sein Quartier. Das gesamte russische Lager umspannte die Stadt Narva entlang des Flusses Narova und war stark verschanzt. Nach Westen wurde das russische Lager durch weit in das Land vorgeschickte irreguläre Truppen, etwa 5000 Mann, überwiegend Adelsaufgebot unter dem Kommando von Boris Petrowitsch Scheremetjew, einem der wichtigsten Militärs Peters, gesichert.
Zur Zeit des Angriffs der russischen Truppen auf Ingermanland und Estland waren die schwedischen Truppen in der Region einschließlich Livlands für schwedische Verhältnisse zahlreich. Neben der Garnison, die Narva verteidigte, befand sich südöstlich von Pärnu eine große schwedische Abteilung (bis zu 8000 Soldaten), die von Otto Vellingk kommandiert wurde; weitere kleine Abteilungen waren in Revel und anderen Städten einschließlich Wesenberg vorhanden. Bereits als die Sachsen im Februar und März 1700 Riga belagerten, hatte Karl XII. 7000 Soldaten unter General Georg Johann Maydell von Finnland nach Livland verlegen lassen und weitere 3000 Soldaten unter Kommando von General Vellingk segelten aus Narva im April zu ihrem Ziel nach Livland, so dass es zur Zeit der Belagerung von Narva nur 1500 reguläre Truppen und bis zu 400 bewaffnete Bürger unter General Horn standen.

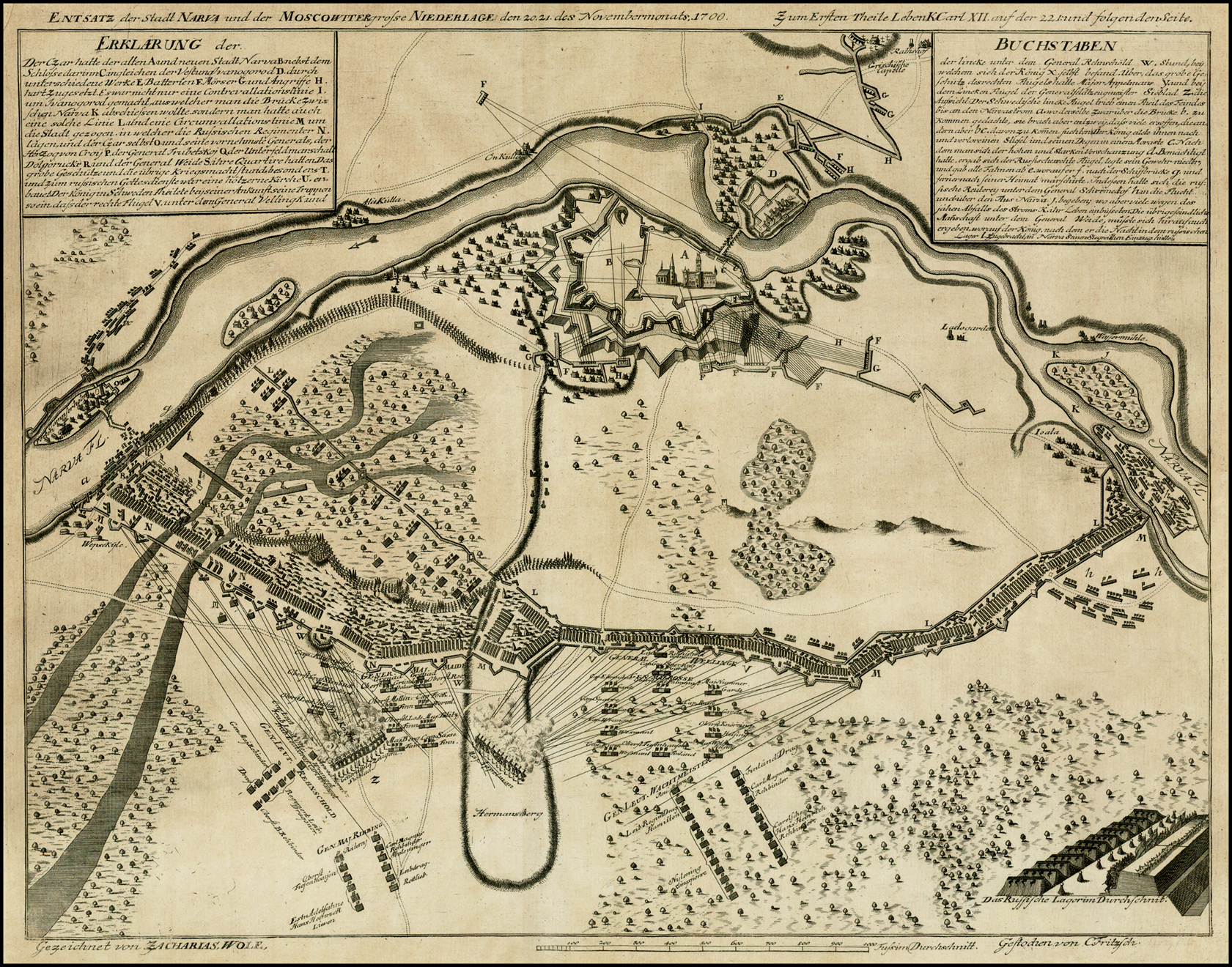
Entsatz der Stadt NARVA und der Moscowiter grosse Niederlage den 20.21. des Novembermonats, 1700 (datiert nach schwedischem Kalender); Befestigungen, Truppenbewegungen, Batterien der Schlacht bei Narva gezeichnet von Zacharias Wolf.
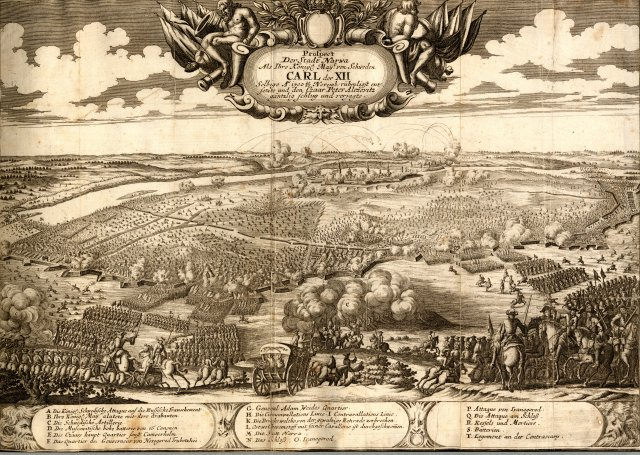
Schlacht bei Narva am (20.) 30. November aus: Johann Christoph Brotze: Sammlung verschiedner Liefländischer Monumente
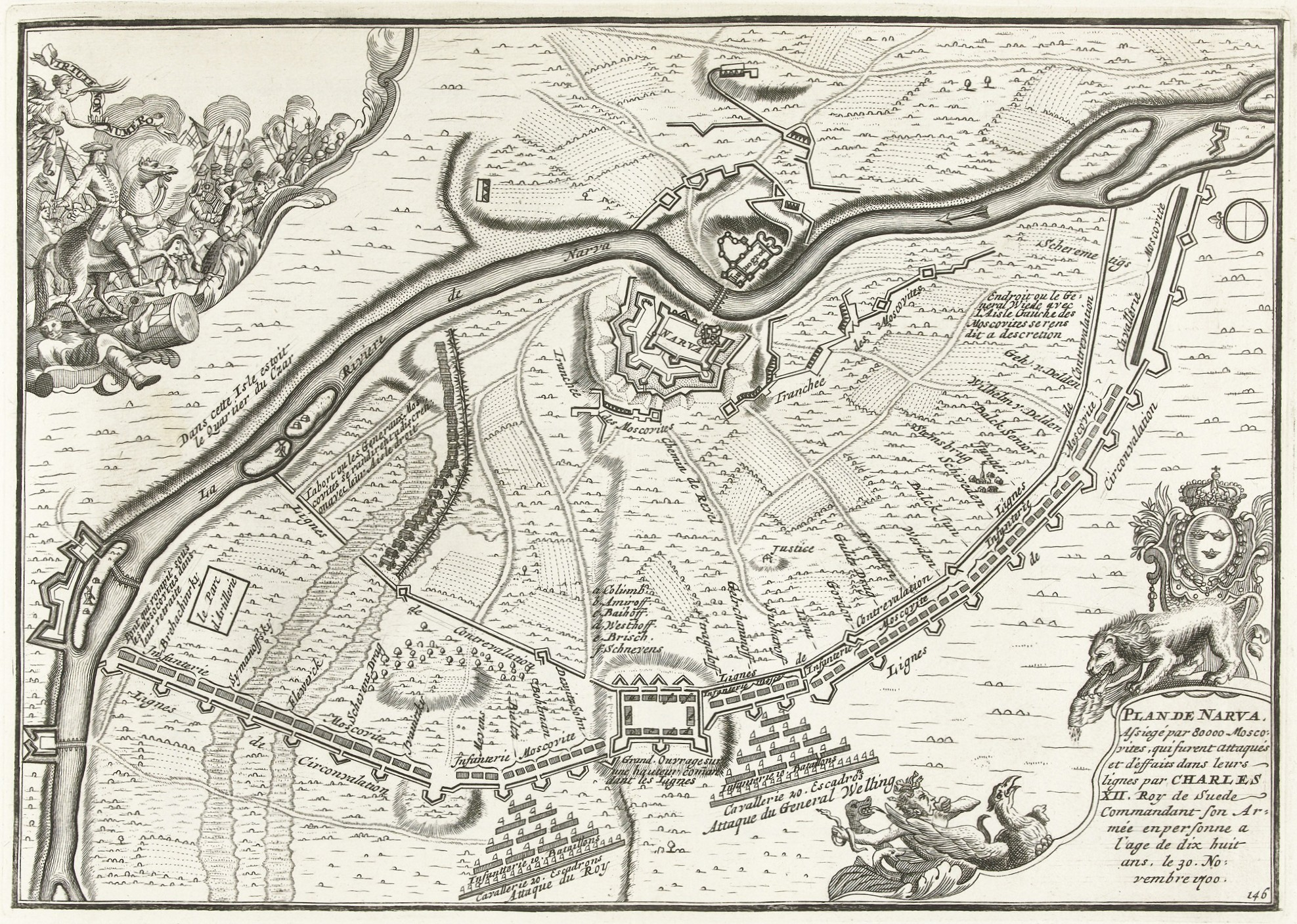
Französische Karte zu den russischen Befestigungswällen um Narva. Auch die schwedischen Angriffskolonnen sind eingezeichnet, Kupferstich von 1702-1703, von Pieter Mortier.

### Belagerung Narvas
Die Stärke der russischen Truppen stieg inzwischen durch laufende Verstärkungen auf 30.000 bis 35.000 Soldaten an. Andere Quellen sprechen von 40.000 Mann. General Awtomon Golowin befehligte den nördlichen Flügel am Fluss Narva, über den auch eine Brücke nördlich der gleichnamigen Stadt führte. Sein Schwager Iwan Jurjewitsch Trubezkoi, seit 1699 Gouverneur von Nowgorod, kommandierte die zentral gelegenen Truppen, während der Infanteriegeneral Adam Adamowitsch Wejde und General Boris Petrowitsch Scheremetew mit seinen Kosaken den Süden absicherten. Außerdem errichteten die russischen Soldaten in wochenlanger Arbeit einen kilometerlangen doppelten Wall.
Am 3. Oktoberjul. / 14. Oktober 1700greg. wurden durch die russische Armee die Laufgräben vor Narva eröffnet. Es gab eine äußere und eine innere Linie. Die innere nach Osten gerichtete Linie sollte das befestigte Narva von der Außenwelt abschirmen, die äußere sieben Kilometer lange Befestigungslinie sollte einen zusätzlichen Schutz gegenüber einem möglichen Entsatz von außen bieten. Die äußeren Befestigungen nach Westen hin waren gegen eine eventuelle Entsatzarmee mit Gräben und spitzen Holzpfählen ausgestattet. Zwischen den Linien standen quer zum Wall die Zelte der russischen Truppen. Die Ankunft der Artillerie verzögerte sich aufgrund der schlechten Wege. Der schwedische Festungskommandant verweigerte jede Form der Kapitulation.
Die zuvor verstärkte schwedische Garnison in Narva bestand nach weiteren Verstärkungen aus 3000 Infanteristen, 200 Kavalleristen und 400 bewaffneten Zivilisten. Das Kommando hatte der schwedische Generalmajor Peter Arvid Horn, auch bekannt als Henning Rudolf Horn. Die Festung war erst kurz zuvor ausgebaut worden und beherbergte große Mengen an Kriegsmaterial und Versorgungsgüter, um einer langen Belagerung standhalten zu können. Russische Kosaken verheerten derweil Wierland, den Osten Estlands.
Erst vom 30. Oktober an beschossen die Russen mit ihrer Artillerie von sieben verschiedenen Punkten aus unter dem Befehlshaber der russischen Belagerungsartillerie Alexander Imeretinski erfolglos die Festung. Der Transport der Geschütze auf schlechten Wegen hatte sich verzögert. Es folgten heftige Kämpfe zwischen dem 6. und 16. November, bei denen auf russischer Seite 162 Mann getötet oder verwundet wurden. Die schwedische Festungsartillerie schoss das Feldlager der Russen zusammen, während die Russen sich unfähig zu einer wirksamen Belagerung erwiesen. Wieder wie vor vier Jahren bei der Belagerung von Asow mangelte es den Russen an schwerem Feldgeschütz und an Pionieren. Der größte Teil der nach Narva gelieferten Artillerie war kleinkalibrig und beschädigte die Festungsmauern nicht. Darüber hinaus erwiesen sich sowohl russisches Schießpulver als auch die Waffen selbst als von schlechter Qualität, was die Wirksamkeit des Beschusses stark reduzierte. Zudem ging die Munition aus, die Kanonen schwiegen und mussten auf Nachschub warten. Insgesamt zeigte die Artillerie eine schlechte Leistung: sie wurde schlecht in Stellung gebracht, die Besatzungen waren unerfahren, die Fahrwerke brachen beim Abfeuern der Kanonen und für viele Mörser fehlten Kugeln in geeigneter Größe. Durch das Bombardement sollen in der Stadt trotz größerer materieller Schäden nicht mehr als 40 Menschen getötet oder verwundet worden sein.
Als weitere schlechte Nachricht traf die Aufhebung der Belagerung Rigas durch die Sachsen in das russische Lager ein. Peter fürchtete, dass August die Allianz mit ihm verlassen und er im Krieg gegen Schweden alleine stehen würde. August wiederum traute den russischen Kriegszielen nicht und blieb grundsätzlich friedensbereit. Der Abbruch der Belagerung vor Riga begünstigte wenig später Karl XII., mit seiner Armee nicht gegen Riga, sondern gegen Narva zu ziehen. Peter war sich der drohenden Situation im Klaren und stimmte den vorgetragenen Forderungen Augusts nach weiteren Unterstützungen im Krieg gegen Schweden zu, um weiteren Schaden zu verhindern.
Die Eroberung der gegenüber von Narva liegenden Festung Iwangorod schlug ebenfalls fehl. Die zwei damit beauftragten Regimenter wurden mit hohen Verlusten zurückgeschlagen.

### Landung Karls in Estland
Nach dem frühen Frieden von Traventhal, bei dem Dänemark bereits frühzeitig aus der Dreierallianz gegen Schweden ausschied, verbrachte der schwedische König Karl XII.die nächsten zwei Monate in Schonen, um den nächsten Feldzug vorzubereiten.
Als Reaktion auf die sächsischen Einfälle in Livland und die Belagerung Narvas durch russische Truppen wurde unter Oberkommando von Karl XII. ein kleines schwedisches Entsatzheer von wenigen Tausend Mann in Schweden aufgestellt, in Karlskrona in neun Kriegsschiffen verschifft und bei Pernau im Baltikum am (6.) 17. Oktober angelandet. Aufgrund der Herbststürme auf der Ostsee kam es zu Krankheitsausfällen bei der Überfahrt. Um das Heer zu sammeln und weitere Verstärkungen zusammenzuziehen, hielten sich die Schweden zunächst für fünf Wochen bei Ryen auf. Zuerst war vorgesehen, Riga zu entsetzen, aber Karl entschied sich entgegen dem Rat aller seiner Generäle, mit dem schwedischen Heer zur Aufhebung der Blockade nach Norden in Richtung Narva zu marschieren.
In Ryen standen die Truppen von Otto Vellingk, nachdem er sich aus Riga zurückgezogen hatte. Dieser erhielt den Befehl, sich mit seinen Truppen bei Wesenberg zu postieren und eine Nachschubbasis aufzubauen und zu decken. Die Einheiten der Obersten Schlippenbach und Skytte wurden nach Dorpat entsandt, um dort die Bewegungen der Russen und Sachsen zu beobachten. König Karl ging derweil mit den verbliebenen Truppen nach Reval.

### Scharmützel in Estland
Die Abteilung von Vellingk stand in Wesenberg mit dem Auftrag, den letzten Vorposten vor Reval, die Hauptstadt Estlands zu sichern. Diese hatte dort in den Wochen von Ende Oktober bis Ende November mehrmals Feindkontakt mit der russischen Vorhut von Scheremetew, bei dem es zu Scharmützeln kam. Am 25. Oktoberjul. / 5. November 1700greg. attackierte eine 20 Mann starke Avantgarde-Abteilung unter Vellingk die etwa 200 Mann starke russische Deckung in Purtse. Die Schweden nutzten die Sorglosigkeit der russischen Soldaten, die in Purtz standen, aus und gewannen einen leichten Sieg. Einen Tag später, am Abend des 26. Oktoberjul. / 6. November 1700greg., griffen erneut die Vorauskommandos der Schweden mit etwa 600 Reitern 3000 russische Soldaten im Dorf Varja an. Russische Soldaten hatten sich in den Häusern des Dorfes niedergelassen, ohne Wachen aufzustellen und waren leichte Beute für die kleine schwedische Abteilung. Plötzlich gingen die Schweden in das Dorf, setzten es in Brand und bekamen die Gelegenheit, die Russen, die sie unversehens erwischt hatten, abzufangen. Mehreren russischen Kavalleristen gelang es, nach Povanda zu entkommen und Scheremetew über das Geschehen zu informieren. Scheremetew schickte sofort eine große Abteilung, bestehend aus 21 Kavalleriegeschwader, welche die Schweden bei Varja umzingelten. Die Schweden zogen sich mit Kampf und Verlusten aus der Einkreisung zurück, aber zwei schwedische Offiziere wurden gefangen genommen. Diese beiden Offiziere, die den Anweisungen Karls XII. folgten, gaben falsche Angaben über die Stärke der auf Narva vorrückenden schwedischen Armee, indem sie die Zahl von 30.000 und 50.000 schwedischen Soldaten wiederholt überhöhten.
Trotz des erzielten Erfolges beschloss Scheremetew, die Stellung in Purtse nicht zu halten, sondern zog sich um 30–50 Kilometer nach Osten in das Dorf Pühajõgi zurück. Scheremetew war besorgt über die unerwarteten Angriffe der Schweden und sah die Langsamkeit seiner Kavallerie im Sumpfgebiet. Er erkannte die Gefahr, dass die Schweden seine Aufstellung umgehen und sie von den russischen Hauptkräften abschneiden konnten. Peter befahl Scheremetew, die Position bei Pühajõgi zu halten.
Trotz der Unterlegenheit der Schweden behielt Karl XII. signifikante Truppen an anderen Standorten zum Schutz von Estland zurück. Diese Vorsichtsmaßnahme machte die strategische Umklammerung durch russische Truppen notwendig. 10.000 Russen unter Repnin befanden sich in Nowgorod und weitere 11.000 Kosaken standen unter dem Kommando von Obidovskogo. Von diesen Überlegungen geleitet, beließ Karl XII. mehrere Tausend reguläre Soldaten und Milizionäre in Reval und entsandte eine 1000-Mann-Abteilung unter dem Befehl des Offiziers und Kommandanten der schwedischen Truppen in Livland Wolmar Anton von Schlippenbach nach Pskow, Karl fürchtete, dass von dort aus eine russische Offensive nach Dorpat unternommen werden könnte. Am 26. Oktober (6. November) verteidigte Schlippenbach mit seiner 600 Mann starken Kavallerieabteilung Räpina am Westufer des Peipussees 46 Kilometer südöstlich von Dorpat gegen die etwa 1500 Mann starken Milizionäre von Pskow. Die russische Abteilung soll keine Vorsichtsmaßnahmen getroffen haben und wurde von dem Angriff der Schweden überrascht. Dabei sollen die Russen 800 Verluste und 150 Gefangene erlitten haben. Schlippenbach eroberte auch ein Dutzend russische Schiffe und das Banner der Provinz Pskow.

### Vormarsch der Schweden nach Narva
Als Karl XII. über die Folgen der Zusammenstöße bei Purtse Nachricht erhielt, entschloss er sich, mit einer relativ kleinen Abteilung von 4000–5000 Soldaten von Reval nach Wesenberg zu ziehen, wo er sich der Abteilung General Vellingks anschloss. Die anderen Truppen blieben in Reval zurück. Kaum in Wesenberg angekommen, beschloss der schwedische König entgegen dem Rat einiger seiner Generäle den Vormarsch nach Narva. Karl XII. befehligte beim Abmarsch aus Wesenberg ein Heer mit einer Gesamtstärke von 10.537 Mann. Um das Marschtempo möglichst hoch zu halten, durften die Soldaten keine Versorgungsgüter mit sich führen, die über den mindestnötigen Umfang hinausgingen. Der Weg führte eine Woche lang durch verwüstetes Land mit schlechten Wegen und drei zu überwindenden Pässen. Überall sah man nur ausgebrannte Bauernhäuser und Dörfer. Nirgendwo gab es Futter für die Pferde oder Nahrung für die Soldaten. Der kalte Novemberregen durchnässte die Soldaten bis auf die Haut und sie litten an Hunger. Nachts ging der Regen in Schnee über, der Boden begann zu frieren, und die Soldaten mussten, wie auch der König, auf dem matschigen Boden schlafen.
Die Pässe waren neuralgische Punkte und hätten bei einem aktiveren Gegner als den Russen vor Narva zu einer gefährlichen Falle werden können. Zum Glück für die Schweden waren die ersten beiden Pässe unbewacht, doch 30 km vor Narva kam es an der Pyhäjöggi-Schlucht zu einem kleinen Scharmützel zwischen der 800 Mann starken schwedischen Vorhut unter Karl XII. und Generalmajor Georg Johann Maydell und der 5000 Soldaten zählenden russischen Vorhut unter General Scheremetew. Die russische Vorhut zog sich, nachdem sich die Schweden zu einer ernsthaften Attacke bereit machten, sofort von dem Pass zurück. Am 29. November erreichten die durchnässten und schlammverschmierten Schweden, geführt von einem estnischen Bauern über schmale Waldwege und über schlammigen Untergrund das abgebrannte Gutshaus La Gena, eineinhalb Meilen außerhalb von Narva gelegen. Dort sandten sie mit zwei Raketen ein Signal an die eingeschlossene Festung, die ebenso antwortete und damit dem Heer zu verstehen gab, die Festung immer noch zu halten. Die schwedischen Truppen waren durch den Vormarsch ausgezehrt und hatten Hunger und waren daher kaum in einem gefechtstauglichen Zustand. Dennoch trieb der König Karl XII. seine Truppen zum Kampf.

### Unruhe im russischen Lager
Vor Narva befand sich die russische Armee in einer angespannten Situation. Die Schweden unternahmen weiterhin Ausfälle, deren Eindämmung den Russen hohe Verluste forderten. Es gab weiterhin keine Munition für die Belagerungsartillerie. Im russischen Lager gab es Gerüchte, dass Karl XII. jeden Tag auftauchen könne. Die Moral der Russen befand sich auf einem Tiefpunkt.
Da Scheremetews Abteilung keine Erkundung durchführte und nie einen organisierten Kampf mit der schwedischen Hauptabteilung geführt hatte, verfügten die Russen über keine zuverlässigen Informationen bezüglich der Stärke der schwedischen Armee, aber es gab falsche Zeugenaussagen der schwedischen Gefangenen über angeblich 50.000 Schweden, die sich Narva nähern. Nachdem Scheremetew mit der Nachricht vom Gefecht an der Pyhäjöggi-Schlucht am 27. November im russischen Lager eingetroffen war, hatte Peter mit Fjodor Alexejewitsch Golowin und Alexander Danilowitsch Menschikow überstürzt, um nicht zu sagen fluchtartig, das Lager bereits verlassen. Peter hatte damit gerechnet, dass die dänischen und die polnisch-sächsischen Streitkräfte einen großen Teil der schwedischen Armee binden würden. Nun war aber Dänemark schon zum Frieden gezwungen worden und Karl rückte mit einer schwedischen Armee vor, wo ihn die Russen gar nicht erwarteten. Peter glaubte anhand der Berichte von Scheremetew, dass Karls Heer um 30-32.000 Mann zählte, also viel größer als tatsächlich war. Der Zar sah sich nicht in der Lage, mit der hauptsächlich aus Rekruten bestehenden russischen Armee gegenüber der schwedischen Hauptarmee, die als die beste Armee zur damaligen Zeit galt, standzuhalten. Eine weitere mögliche Erklärung für das plötzliche Verschwinden Peters war, dass er deren Untergang schon am Tage vor der Schlacht als unabwendbar erkannt hatte, und diese vor der Schlacht verließ, um in Moskau zur Stelle zu sein. Denn es galt vor allem, den politisch-diplomatischen Prestigeverlust dieser ersten Niederlage abzufangen.
Charles Eugène de Croÿ wurde an seiner statt Befehlshaber der russischen Armee vor Narva. Diese Entscheidung sollte sich allerdings als folgenschwer erweisen: Croÿ sprach nämlich kein Russisch, kannte die ihm unterstehenden russischen Offiziere nicht und hatte deshalb Schwierigkeiten, Befehle zu erteilen. Dazu kam, dass er mit der Aufstellung der russischen Truppen nicht einverstanden war. Die russischen Belagerungsstellungen waren zu weit auseinandergezogen und verhinderten eine dicht gestaffelte Aufstellung. Die Linien waren daher bei Eintreffen der schwedischen Armee nur dünn besetzt und konnten einem massiven Angriff nicht standhalten. Nach Eintreffen der schwedischen Armee vor Narva schlug das russische Lager Alarm. Croy hielt mit seinen Generälen Kriegsrat und gab Befehle bezüglich der Aufstellung weiterer Nachtwachen. Der gemeinsame Kriegsrat entschied sich dafür, in der befestigten Stellung zu verharren und gegen eine offene Feldschlacht, da sie die russischen Rekruten nicht dafür in der Lage sahen, gegen eine kampferprobte Armee im Feld zu bestehen.

### Schlacht bei Narva beginnt

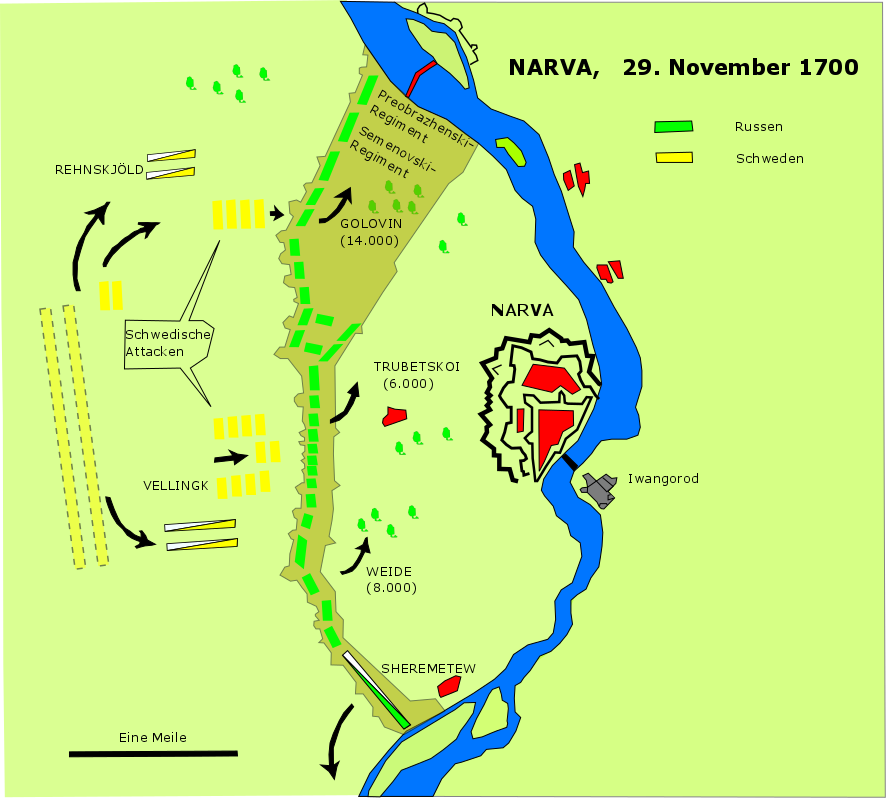
Narvafeldzug Karls XII.

Im Wissen, dass das Zentrum der russischen Armee am stärksten befestigt war, beschloss der König, die schwedischen Angriffe auf die Flanken zu konzentrieren, die Russen zur Festung zu drängen und sie in den Fluss zu werfen. Der König befehligte persönlich die Armee vom linken Flügel aus an der Spitze seiner Livgarde. Insgesamt gab es in der schwedischen Armee 21 Bataillone Infanterie, 47 Schwadronen, 21 Regimentskanonen und 16 Feldgeschütze. In der Mitte auf dem Hermannensberg stand die schwedische Artillerie unter dem Kommando von Generalfeldzeugmeister Baron Johann Schöblad. Die rechte Flanke wurde von Carl Gustaf Rehnskiöld (drei Kolonnen von 10 Bataillonen), die linke von Otto Vellingk (11 Bataillone Infanterie und 24 Geschwader Kavallerie) befehligt. Vor den Kolonnen befanden sich 500 Grenadiere mit Faschinen.
Ein schwerer Schneesturm schien die Bewegungen beider Heere zunächst zu lähmen. Doch gegen Mittag drehte sich der Wind und blies den Russen ins Gesicht. Karl, der die Mängel in der russischen Aufstellung erkannt hatte, befahl den Angriff, den seine Geschütze wirkungsvoll unterstützen konnten. Die schwedischen Salven fügten den russischen Truppen schwere Verluste zu, während diese wegen des Gegenwindes und des Mangels an Munition zu kurz kamen. Nach einer Viertelstunde herrschte in der russischen Stellung bereits große Unordnung. Anstatt den Angriff entlang der gesamten Linie voranzutragen, sollte ein massiver Schwerpunktangriff erfolgen. Der Angriff begann um zwei Uhr nachmittags. Der Schneesturm blies den Russen weiter ins Gesicht und behinderte ihre Sicht. Der erste Schlag wurde mit zwei tiefen Keilen vorgetragen. Die russischen Truppen standen in einer Linie mit einer Länge von fast sechs Kilometern und trotz der numerischen Überlegenheit war die Verteidigungslinie sehr schwach. In einer halben Stunde war der Durchbruch vollzogen. Schwedische Grenadiere warfen Faschinen in die Gräben und kletterten auf den Wall. Dank der Geschwindigkeit des Ansturms und der Kohärenz des vorgetragenen Angriffs brachen die Schweden in das russische Lager ein. Innerhalb der Linien fanden erbitterte Nahkämpfe mit dem Degen statt. Schließlich gelang es den Schweden, die russische Linie in drei Teile zu spalten. Die Schweden drangen in das Innere des russischen Camps ein und rollten die russische rechte Flanke gegen den Fluss Narva auf. In den russischen Regimentern begann sich Panik auszubreiten. Im Zuge der sich ausbreitenden Unordnung begannen die russischen Soldaten ihre ausländischen Offiziere zu erschießen.
Nur ein kleiner Truppenkern hielt stand, die beiden Garde- und zwei Linienregimenter verteidigten eine Wagenburg und kämpften bis zur Abenddämmerung und verhinderten so ein Gemetzel an russischen Truppen. Die schwedische Offensive geriet ins Stocken und die unerfahrenen russischen Rekruten hörten auf, in Panik zu geraten und schlossen sich den erfahrenen Regimentern an. Mehrmals leitete Karl XII. persönlich die Schweden zum Angriff, doch jedes Mal musste er sich zurückziehen. Für die Fliehenden aber wurde die nördliche Brücke über die Narva zur Todesfalle. Als die Brücke über die Narva unter der Last der Fliehenden zusammenbrach, kam es zur Katastrophe. Tausende ertranken in dem eisigen Fluss, viele wurden niedergemacht. Scheremetews Kavallerie zog sich am linken Ufer von Narva nach Syrensk zurück, wo sie die südliche Brücke über die Neva überquerte und nach Pskov ging.
Der Oberbefehlshaber Herzog von Croy und eine Reihe ausländischer Offiziere (darunter der Generalleutnant Ludwig Nikolaus von Hallart, der sächsische Gesandte Langen, der Oberst des Preobrazhenskyregiments Bloomberg) ergaben sich nach dem Fall des Zentrums und des rechten Flügels den Schweden. Auf der linken Flanke der Russen standen aber weiter die Soldaten der Division von Adam Adamowitsch Weide und schlugen als einzige alle Angriffe der Schweden zurück. In der Schlacht starb der schwedische Generalmajor Johan Ribbing. Der Kampf endete mit dem Einsetzen der Dunkelheit um fünf Uhr nachmittags.

### Kapitulation der russischen Truppen
Die Nacht führte zu einer Vergrößerung der Unordnung in den russischen und schwedischen Einheiten. Ein Teil der schwedischen Infanterie, die in das russische Lager eingedrungen war, überfiel den Tross der Russen und betrank sich von den vorhandenen Branntweinbeständen. Zwei schwedische Bataillone hielten sich im Dunkeln gegenseitig für Russen und kämpften gegeneinander. Ein Teil der russischen Truppen auf dem linken Flügel unter Weide hielt weiter die Ordnung aufrecht, litt aber unter Führungsmangel. Es gab keine Verbindung zwischen den rechten und linken russischen Flanken.
Am nächsten Morgen beschloss der verbliebene russische Führungsstab, die Verhandlungen für die Übergabe zu starten. Prinz Wassili Wladimirowitsch Dolgorukow stimmte dem freien Abzug der Truppen mit Waffen und Fahnen, aber ohne Artillerie und Tross zu. Die verbliebene Division von Weide kapitulierte erst am Morgen des 2. Dezember unter der Bedingung des freien Abzugs ohne Waffen und Fahnen. Zu den Bedingungen der Übergabe gehörte auch, dass 700 Personen nach Schweden überführt werden sollten, 10 von ihnen waren Generäle, 10 Oberste, 6 Oberstleutnante, 7 Majore, 14 Kapitäne, sieben Leutnante, 4 weitere Offiziere, 4 Feldwebel, 9 Feuerwerksmeister und Bombardiere und andere.
Am Debakel vor Narva zeigten sich die Mankos der russischen Armee. Es gab nur ein einziges erfahrenes Regiment, das von François Le Fort. Die beiden Garderegimenter Preobraschensker Leib-Garderegiment und das Semjonowskoje-Leibgarderegiment waren zwar an zwei Angriffen auf die Stadt Narva beteiligt gewesen, hatten aber bisher nie in einer offenen Feldschlacht gestanden oder gegen eine reguläre Armee gekämpft. In den übrigen Regimentern waren, von ein paar Obersten (Regimentsinhaber) abgesehen, Offiziere und Mannschaften unerfahren gewesen. Das russische Misstrauen gegenüber Ausländern in ihrer Armee – von denen ein größerer Teil der befehlshabenden Offiziere bestand – zeigte sich nach dem Kampf, als die Überlebenden für ihre schlechte Leistung ihre ausländischen Offiziere verantwortlich machten. Einige wurden ermordet, während der Armeekommandant bei Narva, Herzog du Croy, dem nur durch seine Gefangenschaft entging.
Die schwedischen Verluste betrugen 676 Tote bei 1247 Verwundeten. Die Angaben zu den russischen Verlusten variieren, sie waren aber sehr beträchtlich und deutlich höher als die der schwedischen. Von den gefangenen Russen wurden nur die Offiziere nach Schweden überführt, während die Mannschaften wieder auf freien Fuß gesetzt wurden. Die siegreichen schwedischen Truppen waren für weitergehende Operationen zu erschöpft und gingen anschließend in die Winterquartiere. Im Frühjahr setzten sie den Feldzug fort und besiegten die Sachsen in der Schlacht an der Düna.

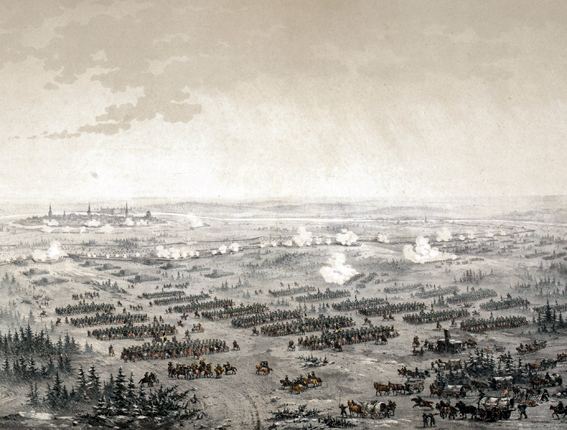
Schlacht bei Narva
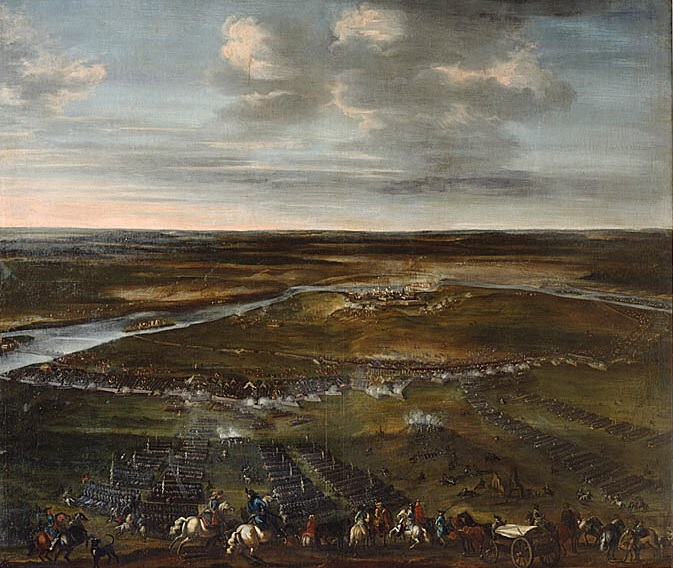
Schlachtengemälde von Narva
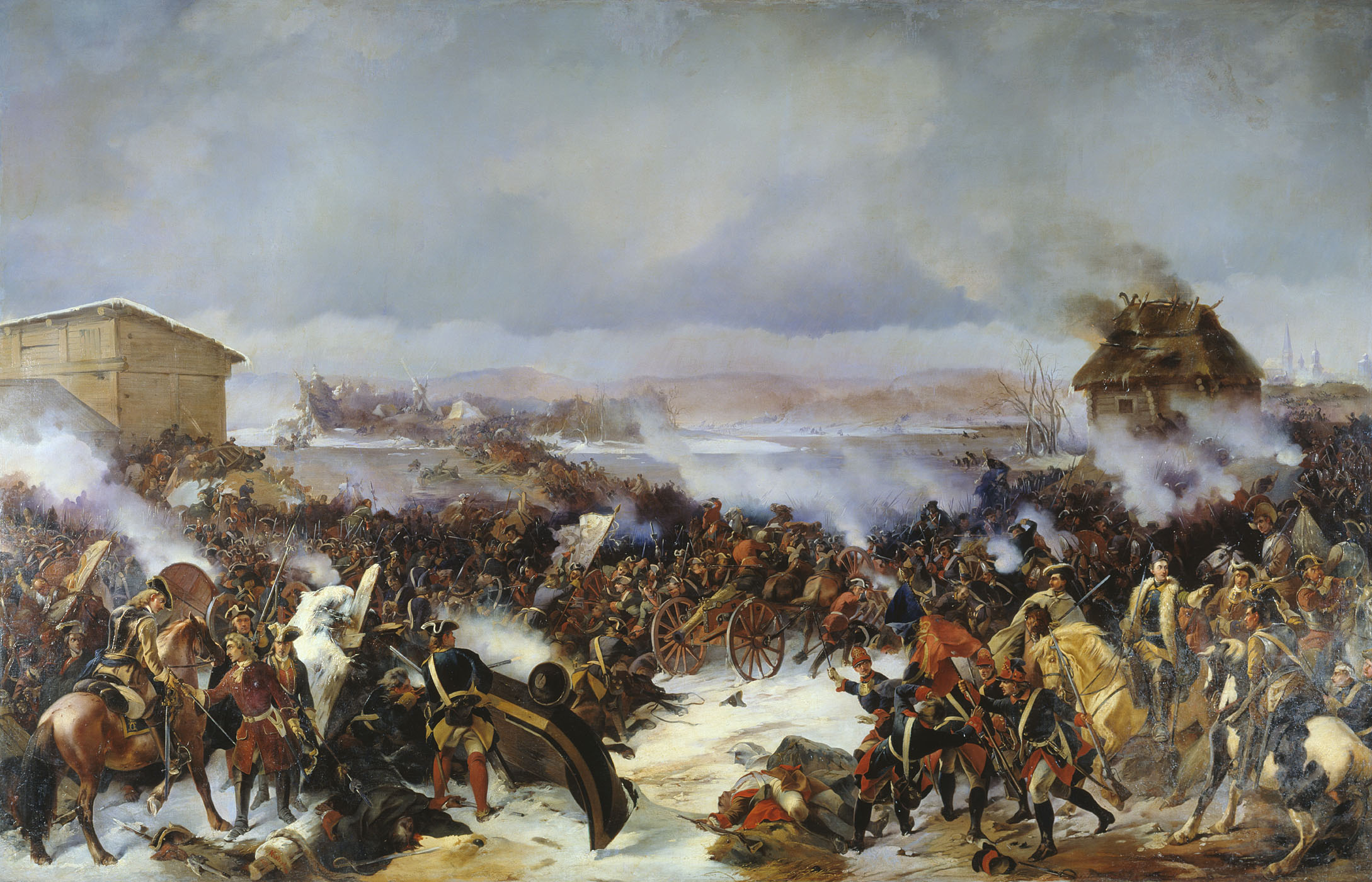
Alexander von Kotzebue: Schlacht bei Narva
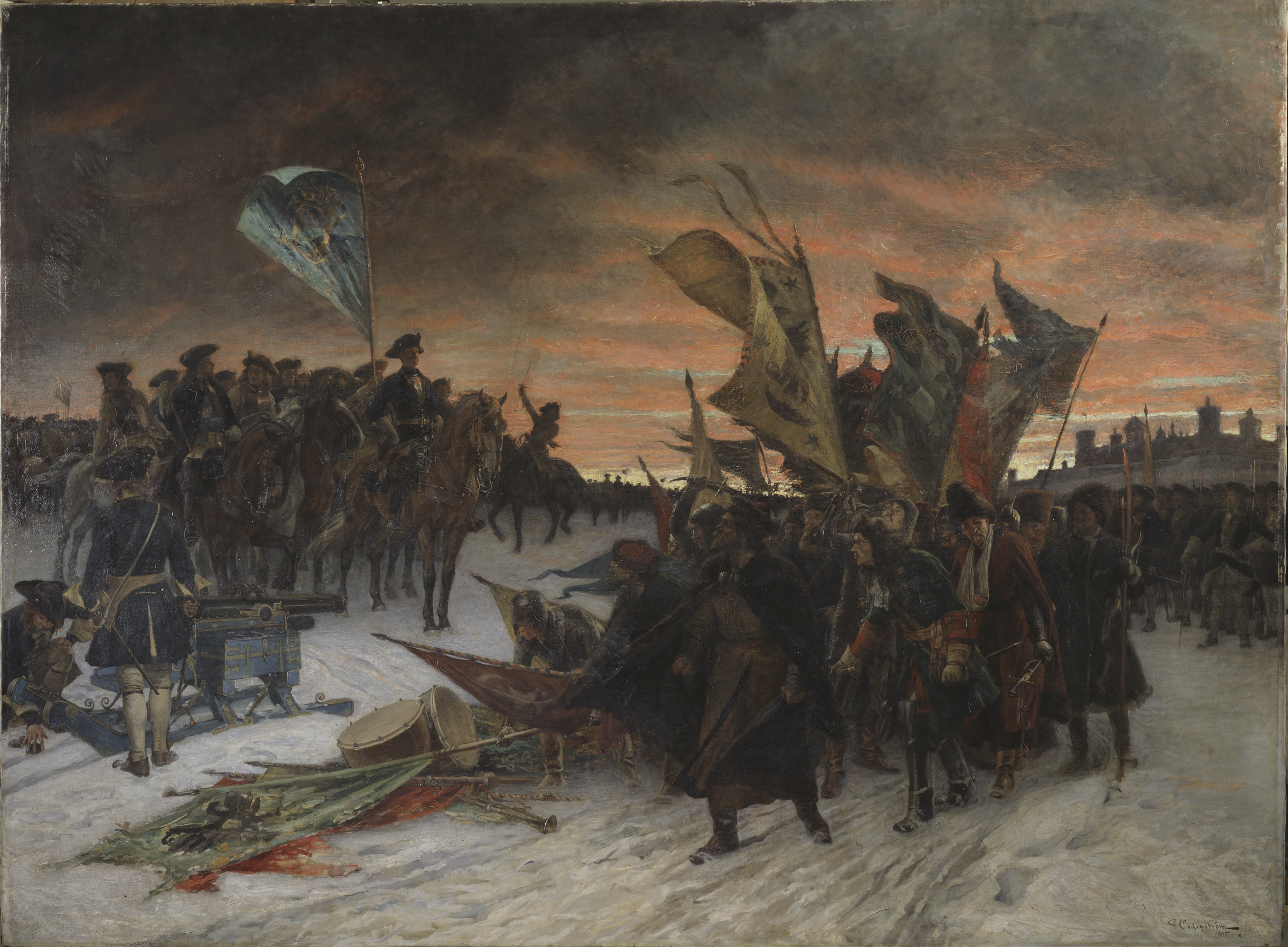
Gustaf Cederström (1912): Der Sieg von Narva

## Folgen
Die militärische Niederlage der russischen Armee vor Narva war vollständig. Das Feldzugsziel, die Eroberung der Stadt, konnte nicht erreicht werden. Zudem waren erhebliche militärische Verluste erlitten worden. Eine große Menge an Standarten, prestigeträchtige Zeichen der russischen Militäreinheiten, gingen als Zeichen der Niederlage in schwedischen Besitz über. Etwa 160 Kanonen und Mörser wurden durch die Schweden erbeutet. Auch die zarische Kriegskasse fiel den Schweden in die Hände. Die Zahl der überführten Kriegsgefangenen, darunter 20 hohe Generäle und Oberste, war beträchtlich. Sie litten trotz hohen Rangs unter schweren Bedingungen in der schwedischen Kriegsgefangenschaft. Auch der Tross mit Proviant und anderen militärischen Versorgungsgütern ging an die Schweden verloren. Der schwedische König zog nach der Schlacht bei Narva siegreich in die Stadt ein.
Über die Frage des weiteren Vorgehens gegen die Russen wurden im Kriegsrat von Karl XII. verschiedene Meinungen ausgesprochen. Die Mehrheit sprach sich für die Wendung nach Süd-Westen aus, um Augusts Armee vor Riga zu vertreiben. Gegen einen direkten Zug auf Moskau sprach der Umstand, dass ihm polnische Streitkräfte in den Rücken fallen könnten sobald er es wagte, nach Russland einzumarschieren. Sowohl die Proviantsituation als auch der Nachschub mit weiteren Truppen wurden für einen Zug nach Russland als kritisch bewertet im Gegensatz zu Polen, das weit bessere Bedingungen für einen Heereszug versprach. Karl glaubte, die Russen auf Jahre hinaus geschlagen zu haben. Den Kampfwert der russischen Truppen meinte er genügend zu kennen.
Für eine weitere Verfolgung der geschlagenen russischen Truppen im Winter waren die schwedischen Kräfte sowieso zu erschöpft. Die Schweden hatten die nach der Erstürmung des russischen Lagers die Proviant- und Branntweinvorräte geplündert. Viele Schweden waren betrunken oder hatten sich überfressen und litten unter Magenkrämpfen. So konnten sich die russischen Truppen wieder vor Nowgorod sammeln und weiter zurückziehen, immerhin noch rund 23.000 Mann, die in wenigen Wochen wieder zu einsatzfähigen Einheiten zusammengefasst werden konnten. Die schwedischen Truppen brachen erst im Frühjahr 1701 nach Riga auf.
Peter erhielt dadurch die Kampfpause, die er so dringend benötigt, um seine Truppen zu ordnen und den Kampfgeist der russischen Truppen zu heben. Die Situation des Zaren war bis dahin äußerst kritisch. Er befürchtete eine neuerliche Offensive der Schweden gegen Nowgorod und Pskow, wo er auch in aller Eile Befestigungen aufwerfen ließ. Zu diesen Schanzarbeiten wurden auch Zivilpersonen mobilisiert. Der militärische Rückschlag der Russen war allerdings nur kurzzeitig wirksam. Peter selbst zog die notwendigen Konsequenzen aus seiner ersten schweren militärischen Niederlage. Er wandte sich der überfälligen Heeresreform, der Rüstung und der Neuordnung der Staatsverwaltung zu. Aus allen Ständen der Bevölkerung hob er neue Rekruten aus. In den Kirchen des ganzen Landes ließ er einen Teil der Glocken beschlagnahmen, um Kanonen daraus gießen zu lassen, da die von den Schweden erbeuteten Geschütze ersetzt werden mussten. Bereits ein Jahr später gingen die Armee wieder in Livland in die Offensive.

## Bewertung der Taktiken beider Heere
Die schwedische Armee unter Karl XII. folgte einer strengen Offensivdoktrin, die bei den Feinden eine Schockwirkung entfalten und den Zusammenhalt der gegnerischen Verbände unterminieren sollte. Als solche wurde das Vorgehen der Schweden vor Narva musterbildend für die Kämpfe der nächsten Dekaden. Mit einem lautlosen Marsch durch schwieriges Gelände sicherten sich die Schweden das Überraschungsmoment. Ohne erst zu rasten, um dann Feuer zu eröffnen, griff ihre Kavallerie sofort an. Auch die Artillerie war schneller als die Artillerie der Russen. Im Ergebnis konnten die Verteidiger die Angreifer nicht auf Distanz halten und die russischen Linien brachen ein.
Die russischen Verbände agierten statisch und zaghaft und waren zu ängstlich gegenüber den Schweden eingestellt. Die große Angst der einfachen Soldaten lag auf deren Unerfahrenheit und Ungeübtheit mit dem Kriegshandwerk begründet. Als Verband konnten sie nur in fest ausgebauten Stellungen verteidigen. Das Verhältnis zwischen Offiziers- und Soldatenebene war aufgrund der häufigen auswärtigen Herkunft der Offiziere besonders belastet, wie die Erschießungen von Offizieren durch eigene Mannschaften nachweisen. Ihnen wurde durch die eigenen Soldaten in der Sache Verrat vorgeworfen.

## Rezeption und Erinnerung
Im Juni 1700 war das publizistische Europa bereits über die russischen Truppenbewegungen entlang der Grenze zu Schweden als auch zum Handelsverbot mit Narva informiert. Peter I. ließ allerdings etwaige Kriegsabsichten dementieren. Es wurde sogar die Entsendung einer Gesandtschaft nach Stockholm angekündigt. Die Eroberung der Festung Narva wurde schließlich zur Prestigefrage in den Zeitungen hochstilisiert. Das Ereignis um die erfolgreiche Entsetzung der schwer bedrängten Festung Narva durch den jungen schwedischen König Karl XII. wurde europaweit breit in den damaligen Medien beachtet und beschrieben. Nach den wochenlangen Siegesmeldungen wurden Listen der Verluste und Gefangenen, der erbeuteten Waffen und Geschütze, sowie Beschreibungen der Freudenfeste, die in Schweden selbst und von den diplomatischen Repräsentanten Karls XII. an den europäischen Höfen gefeiert wurden, gedruckt. Es wurden zahlreiche Erinnerungsmedaillen geprägt. In den Augen der damaligen westeuropäischen Leser waren die russischen Kräfte schwach und den schwedischen Kräften auch bei einer großen zahlenmäßigen Überlegenheit unterlegen. Der Prestigeverlust für die russische Seite wog schwer. Dies änderte sich erst 1709 nach der Schlacht bei Poltawa, durch den Sieg konnte die russische Armee ihr Debakel von 1700 in den Augen der europäischen Meinungsführer bereinigen.
Bis heute ist die Schlacht bei Narva als Teilereignis des gesamten Feldzugs Bestandteil des kollektiven europäischen Geschichtsgedenkens. Zahlreiche Erinnerungsstücke, die aus dem russischen Lager im Zuge der Schlacht erbeutet wurden, dokumentieren die damaligen Geschehnisse und werden museal zum Beispiel in Stockholm veranschaulicht.

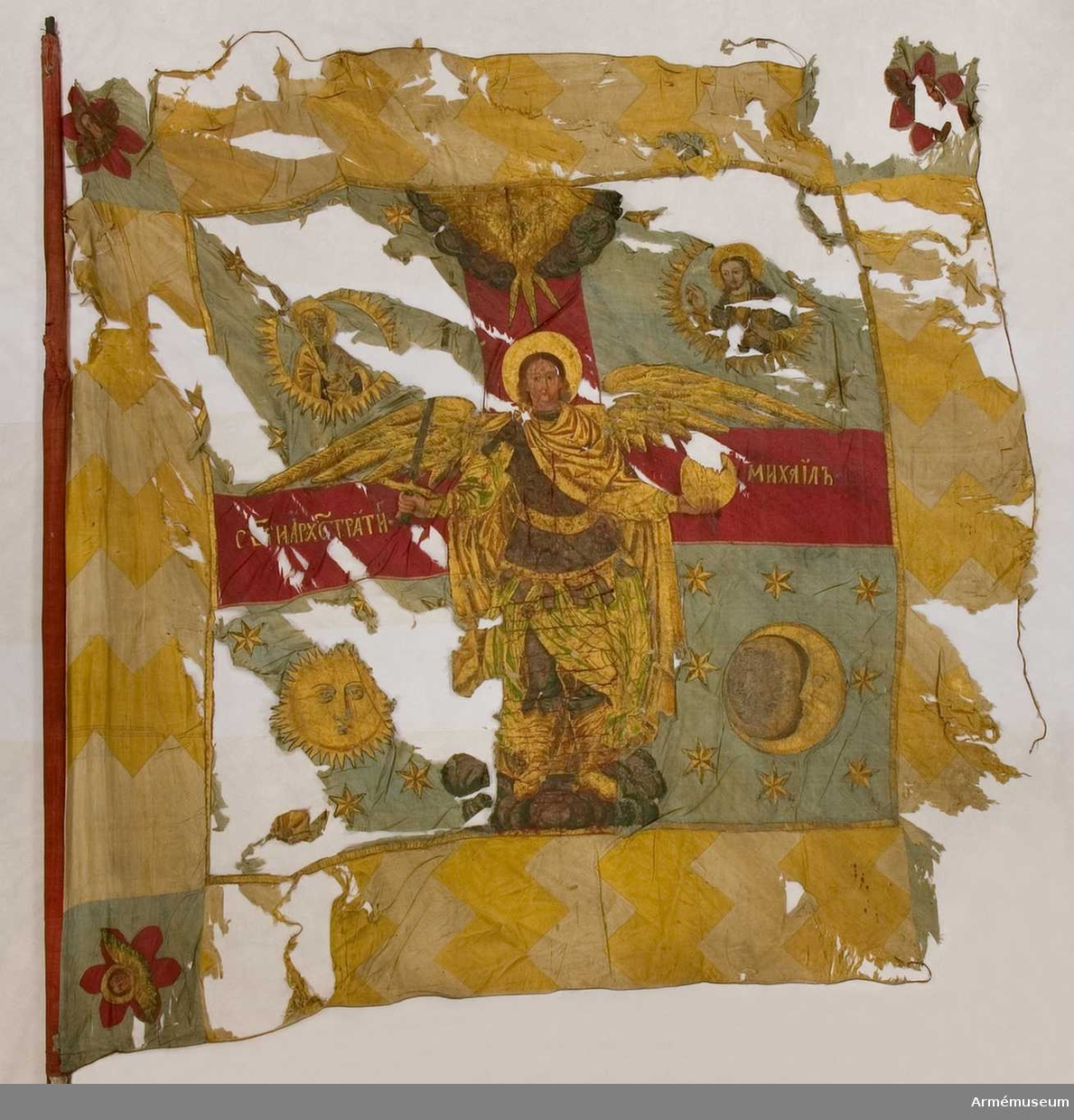
Russische Standarte, die in der Schlacht bei Narva erobert wurde
Der erbeutete Säbel von Peter I.
Das erbeutete Boot Peters I.
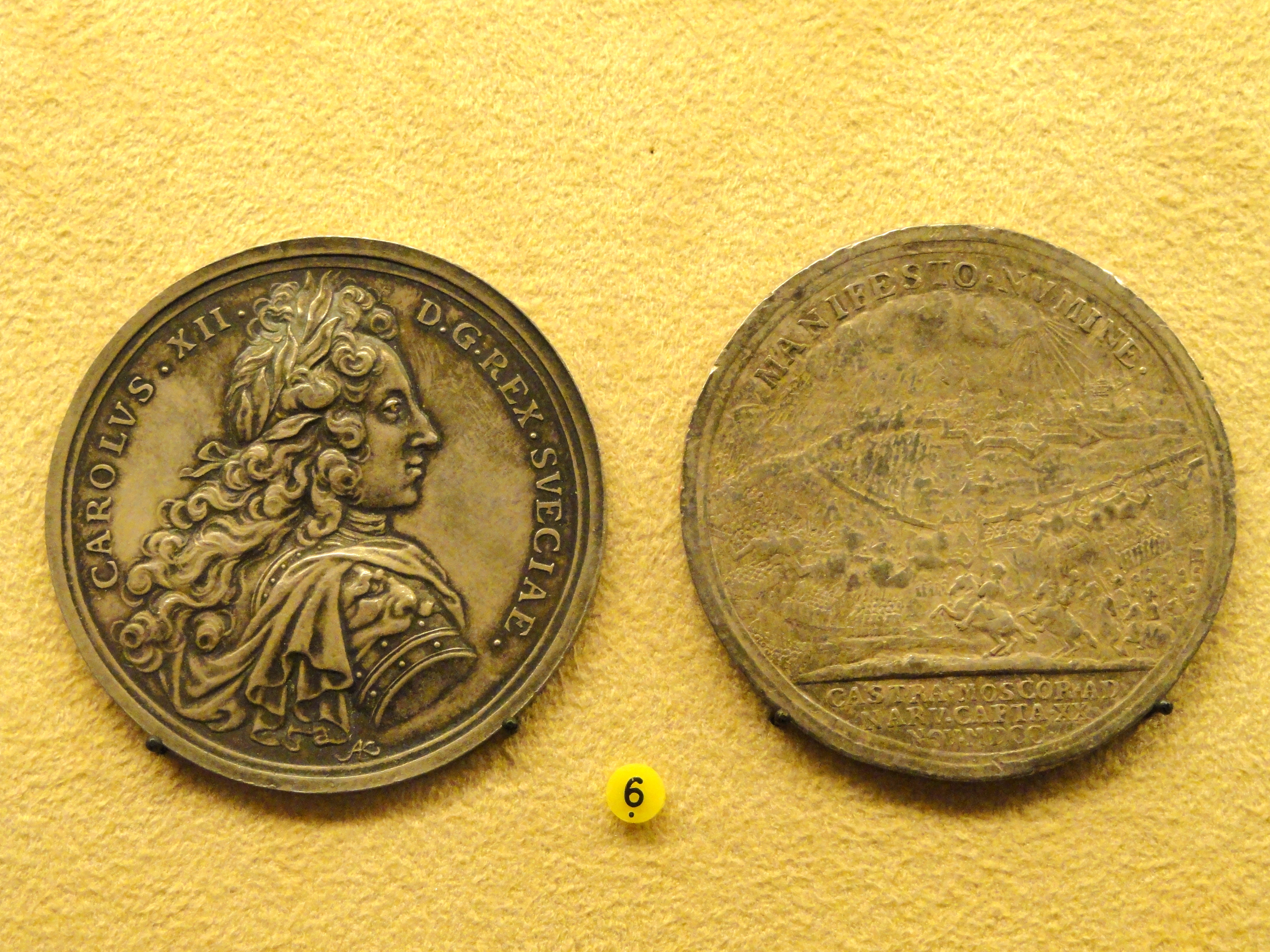
Medaille mit dem Porträt von Karl XII. von Schweden sowie Ansicht der Schlacht bei Narva im Jahr 1700
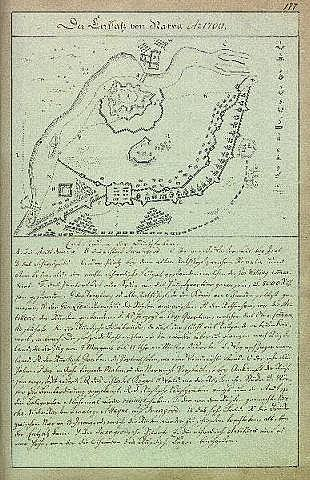
Scan von Johann Christoph Brotzes Buch Sammlung verschiedner Liefländischer Monumente. „Der Entsatz von Narva Anno 1700 [der Plan].“

## Denkmäler

### Denkmal für russische Soldaten auf der Bastion Victoria

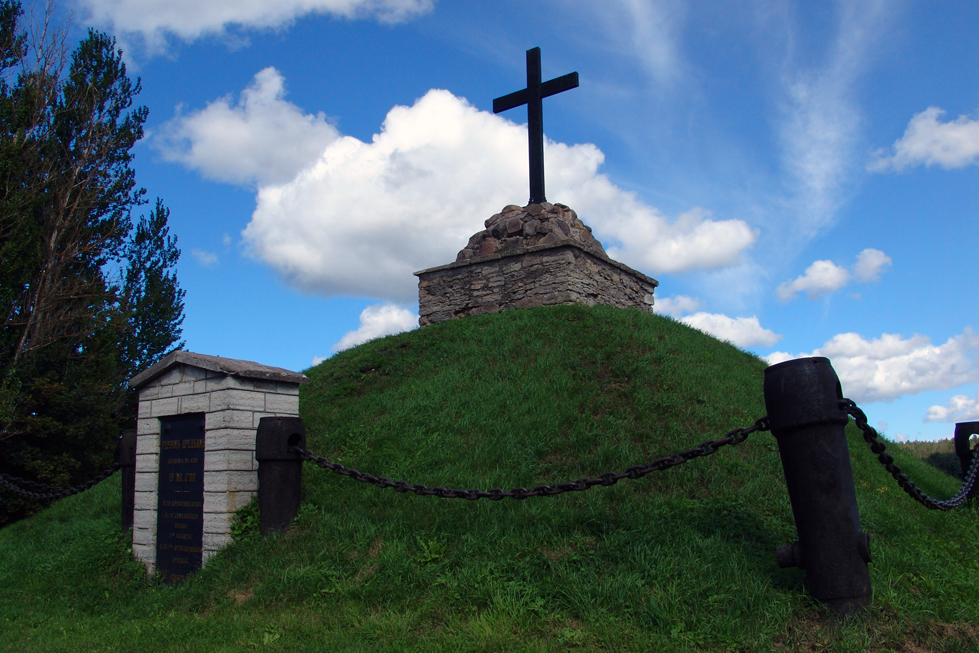
Denkmal für russische Soldaten

Im Jahr 1900 wurde zum 200. Jahrestag der ersten Schlacht von Narva auf Initiative der Leibgarden in der Nähe der Ortschaft Vepskyul ein Denkmal für die gefallenen russischen Soldaten errichtet. Das Denkmal ist ein Granitfelsen mit einem Kreuz, auf einer abgeschnittenen Erdpyramide montiert. Die Inschrift auf dem Denkmal lautet: „Helden-Ahnen, die in der Schlacht 19 N0 1700 fielen. L.-G. Preobrazhensky, L.-G. Semenovskiy Regimenter, 1. Batterie, l. 1. Artilleriebrigade. 19. November 1900“.

### Schwedischer Löwe

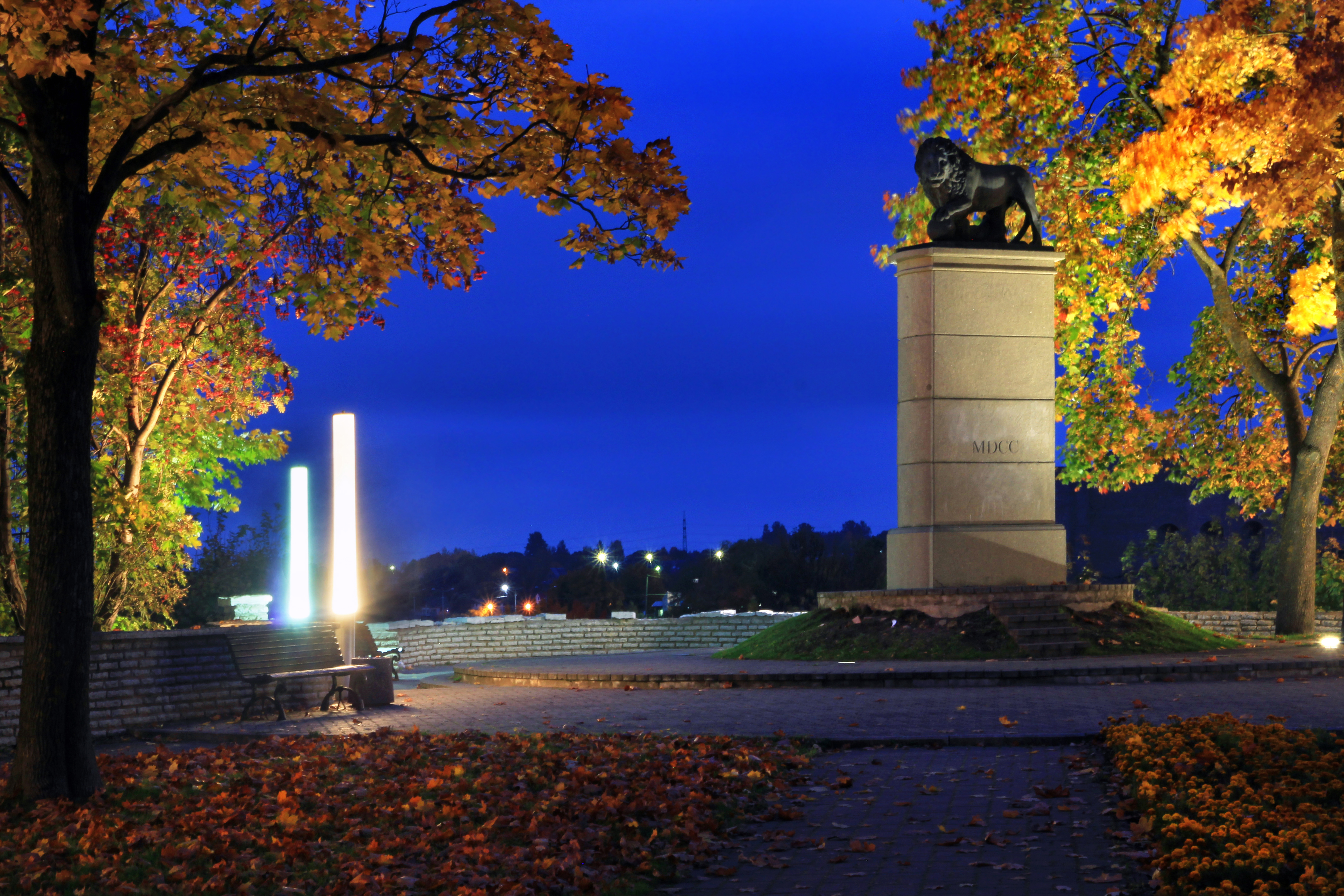
„Schwedischer Löwe“, in Narva in Erinnerung an schwedische Soldaten des Nordischen Krieges installiert

Das erste schwedische Denkmal der Schlacht wurde 1936 in Narva eröffnet und verschwand nach dem Zweiten Weltkrieg spurlos. Das neue wurde im Oktober 2000 von der schwedischen Außenministerin Lena Hjelm-Wallén eröffnet. Im Granit ist geprägt: „MDCC“ (1700) und „Svecia Memor“ (Schweden erinnert sich).